# Edinburgh
Edinburgh (IPA: [ˈɛdɪnb(ʌ)ɹə]ⓘ; skót gaelül: Dùn Èideann IPA: [tuːn ˈeːtʃən]) Skócia fővárosa és második legnépesebb városa.
A Dél-skót-felföld keleti partján található, a Forth folyó deltatorkolatának déli részén. Edinburgh kikötője Leith. A vulkanikus eredetű területen elterülő várost 626-ban alapította Northumbriai Edvin, és a 15. században lett Skócia fővárosa. A híres Edinburgh-i Egyetemnek köszönhetően a felvilágosodás korának egyik központjává vált. A történelem során számos esetben volt csaták színtere; kifosztották, egy része tűzvészben megsemmisült, de lakói kiemelt figyelmet fordítanak történelmi hagyatékuk megőrzésére, környezetük ápolására olyannyira, hogy 1995-ben az Óvárost és az Újvárost az UNESCO a Világörökség részévé választotta.
A különleges természeti adottságú, kedvező fekvésű, történelmi nevezetességekben és látnivalókban bővelkedő város gazdasága főleg a turizmusra és az ahhoz kapcsolódó szolgáltatóiparra épül. A nagyszámú bank és az infrastrukturális háttér kiépítése lendületet adott a nemzetközi konferencia- és üzleti turizmusnak is.
Edinburgh élénk kulturális életének gerincét a szinte egész évben folyamatosan zajló fesztiválok adják, melyek közül kiemelkedik a minden év augusztusában megrendezett Edinburgh-i Fesztivál és az ehhez szervesen kapcsolódó The Fringe, ami a világ legnagyobb nemzetközi művészeti fesztiválja. A fesztiváleseményeken kívül a kulturális létesítmények sokasága kínálja programjait. Az UNESCO 2004-ben, a világon elsőként, Edinburgh-nak adományozta a City of Literature (Az Irodalom Városa) díjat.

## Fekvése, geológiai jellemzői
Edinburgh Kelet-Skóciában, a Forth folyó kiszélesedő torkolatának (Firth of Forth) déli partján található. Távolsága Glasgow-tól 43 kilométer keleti, Aberdeentől 129 kilométer délnyugati irányban.
A város, melynek területe 262,28 négyzetkilométer, részben vulkanikus eredetű, völgyekkel szabdalt hegyvidéki területen helyezkedik el. A városon belül megtalálható azonban a parti síkság is, a délkeleti, lothiani területen. Itt az alapkőzet egy nagyméretű geoszinklinálisban, azaz üledékgyűjtő medencében jött létre, és kőszén tartalmú üledékes kőzetekből áll. Ezt a vulkanikus tevékenység töredezetté tette. A mélyben rekedt magma néhol csak megemelte az alapkőzetet, némely területen pedig felszínre is tört lávaömlés formájában. Az előbbire példák a karbon időszakban (mintegy 340 millió évvel ezelőtt) kialakult telepteléres párkányok, mint például a Salisbury Crags, valamint a vulkáni dugók, mint amilyen az Arthur’s Seat (Artúr széke), amely egy meglapuló oroszlánra hasonlít. Mind a csúcsán, mind az északi és délnyugati lábánál tavak alakultak ki, melyeket ma parkok ölelnek körül. A felszínre törő lávafolyás a devon időszakban (mintegy 400 millió éve) alakította ki a Pentland-hegységet, amely a várost déli oldalról határolja. Ennek legmagasabb pontja az 567 méteres East Cairn Hill. A város domborzatát a legutóbbi jégkorszak gleccserei alakították tovább.
Gyakran említik úgy Edinburgh-t, mint hét dombra épült várost. Geológiai értelemben azonban ezek nem dombok, hanem egymás mellett fekvő, eltérő magasságú területek, és ez adja a városnak ezt a jelleget.
A parti síkságot számos kisebb folyó szabdalja, többségében délnyugat–északkeleti irányban, mint például a Leith folyó egy 40 kilométeres szakasza.

## Éghajlata
Edinburgh éghajlata mérsékelt, óceáni. A város hőmérsékletét és a napsütéses órák számát elsősorban a tengertől való távolság, a tengerszint feletti magasság, valamint a terület topográfiája határozza meg. A nehézipar hanyatlásával csökkent a légszennyezettség, ami elsősorban a téli hónapokban növelte a napsütéses órák számát. Az eddigi legmagasabb hőmérsékletet, 31,4  Celsius-fokot, 1975. augusztus 4-én, a város repülőterén mérték. Kelet-Skócia az Egyesült Királyság legszelesebb része, köszönhetően az atlanti-óceáni alacsony légnyomás hatásának.
| Hónap                                            | Jan. | Feb. | Már. | Ápr. | Máj. | Jún. | Júl. | Aug. | Szep. | Okt. | Nov. | Dec. | Év   |
| ------------------------------------------------ | ---- | ---- | ---- | ---- | ---- | ---- | ---- | ---- | ----- | ---- | ---- | ---- | ---- |
| Átlagos max. hőmérséklet (°C)                    | 6,2  | 6,5  | 8,7  | 11,1 | 14,2 | 17,3 | 18,8 | 18,5 | 16,2  | 13,2 | 8,1  | 6,9  | 12,2 |
| Átlagos min. hőmérséklet (°C)                    | 0,3  | 0,0  | 1,5  | 3,1  | 5,7  | 8,7  | 10,3 | 10,2 | 8,4   | 5,9  | 2,1  | 0,9  | 4,8  |
| Átl. csapadékmennyiség (mm)                      | 57   | 42   | 51   | 41   | 51   | 51   | 57   | 65   | 67    | 65   | 63   | 58   | 668  |
| Havi napsütéses órák száma                       | 54   | 79   | 115  | 145  | 188  | 166  | 172  | 162  | 129   | 101  | 71   | 46   | 1427 |
| Napi napsütéses órák száma                       | 2    | 3    | 4    | 5    | 6    | 6    | 5    | 4    | 4     | 3    | 2    | 1    | 4    |
| Forrás: Meteorológiai Világszervezet, Met Office |      |      |      |      |      |      |      |      |       |      |      |      |      |

| Hónap                                      | Jan.  | Feb.  | Már.  | Ápr. | Máj. | Jún. | Júl. | Aug. | Szep. | Okt. | Nov. | Dec.  | Év    |
| ------------------------------------------ | ----- | ----- | ----- | ---- | ---- | ---- | ---- | ---- | ----- | ---- | ---- | ----- | ----- |
| Rekord max. hőmérséklet (°C)               | 15,0  | 15,2  | 20,0  | 22,8 | 29,0 | 27,8 | 31,6 | 31,4 | 26,7  | 24,4 | 20,6 | 15,4  | 31,6  |
| Rekord min. hőmérséklet (°C)               | −15,5 | −11,7 | −11,1 | −6,1 | −2,4 | 1,1  | 4,4  | 2,2  | −1,1  | −3,7 | −8,3 | −11,5 | −15,5 |
| Forrás: Met Office, KNMI and Weather Atlas |       |       |       |      |      |      |      |      |       |      |      |       |       |

## Nevének eredete

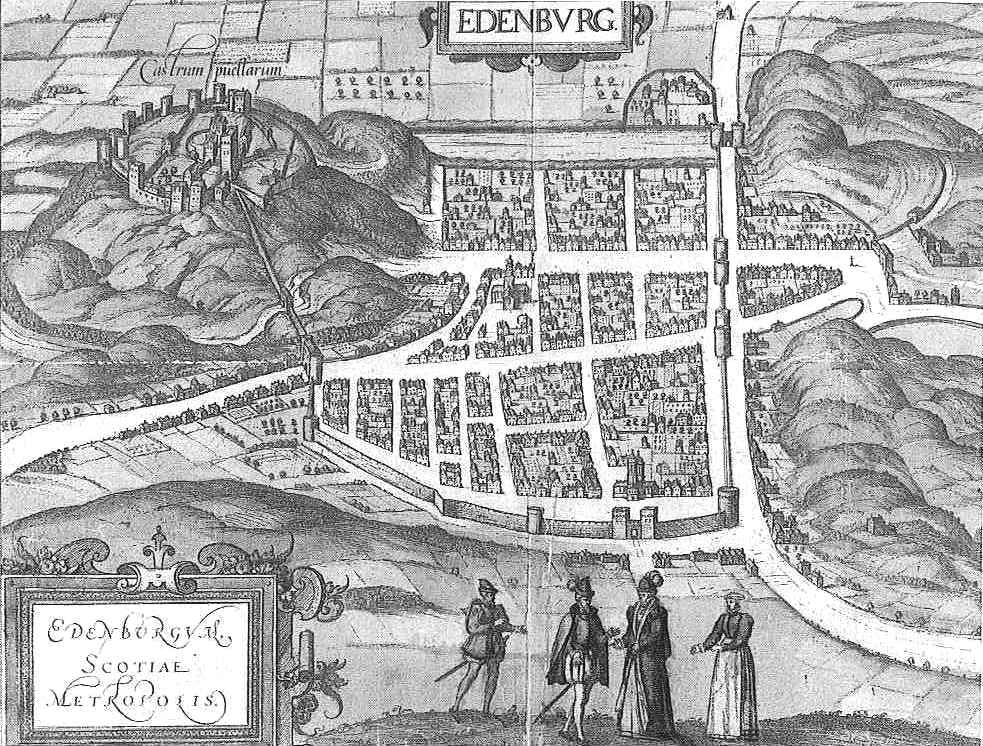
Ezen az 1582-ből származó térképen a várost „Edenburg”-ként tüntetik fel.

Edinburgh történetének korai időszakaszát elég nagy bizonytalanság övezi. A város neve, vélhetően, a kelta Dun Eidyn elnevezésből ered. A területen a 7. század legelején a votadinik éltek, az ő erődítményük volt Dun Eadain, vagyis „erőd a hegy lejtőjén”. 626-ban Northumbriai Edvin foglalta el a területet, újjáépítette az erődöt, megalapította a várost, és átkeresztelte Edwin's Burgh-ra. Az Edinburgh nevet az Angliába emigráló germánok adták a városnak.
II. Malcolm 1018-ban legyőzte a northumbriaiakat, és Edinburgh-t skót városként erősítette meg. Ugyanakkor még a későbbiekben is használták az Edenburg, Edenburgh elnevezést is.
A várost Auld Reekie-ként (Öreg füstös) is szokták emlegetni a helyiek. Ez az elnevezés még abból az időből ered, amikor a fűtés szénnel vagy fával történt, és a sok kéményből, többek között a desztilláló üzemekből is felszálló füst mindenfelé terjengett a városban.
Vannak, akik „Észak Athénjának” nevezik Edinburgh-t, hasonló domborzata és fekvése miatt, bár ez az összehasonlítás inkább csak Dél-Európában ismert, északon kevésbé. Ezzel a névvel a 18. századi skót felvilágosodás korára is szoktak utalni. Az összehasonlításra további alapot szolgáltatnak Edinburgh olyan neoklasszikus építményei, mint William Henry Playfair épületei és az Edinburgh-i Nemzeti Emlékmű.
Sir Walter Scott a várost Észak Császárnőjének nevezte, de játékosan „Embro”-nak vagy „Embra”-nak is hívják.

## Története

### Kezdetek
Az első emberek 5000 éve érkeztek meg erre a vidékre. Kezdetben kőeszközöket használó vadászok voltak, később, mintegy 3000 évvel ezelőtt megjelent a mezőgazdaság, és nem sokkal ezt követően a kontinensről ide érkező telepesek magukkal hozták a kézművességet, a fémmegmunkálás technikáját is. Ezután megérkeztek a kelták, akik a kontinentális Európa felől fokozatosan benépesítették az egész brit szigetvilágot. A kelták érkezésével a különböző népek között háborúskodások kezdődtek. 78-ban a rómaiak legyőzték a kelta Calgacust, 79-ben pedig Agricola vezetésével érték el az Esk folyót. A római jelenlét utáni korszak története betelepülésekkel, elvándorlásokkal és az ókori angolok, britonok, vikingek és skótok közötti harcokkal jellemezhető . 840–850 között I. Kenneth pikt király meghódította a Northumbriához tartozó Lothiant, így az edinburgh-i várhegyet is. 1018-ban II. Malcolm skót király a határt délre tolta újabb területek megszerzésével, ami által Edinburgh-t határerőddé tette.

### A Skót Királyság harcai

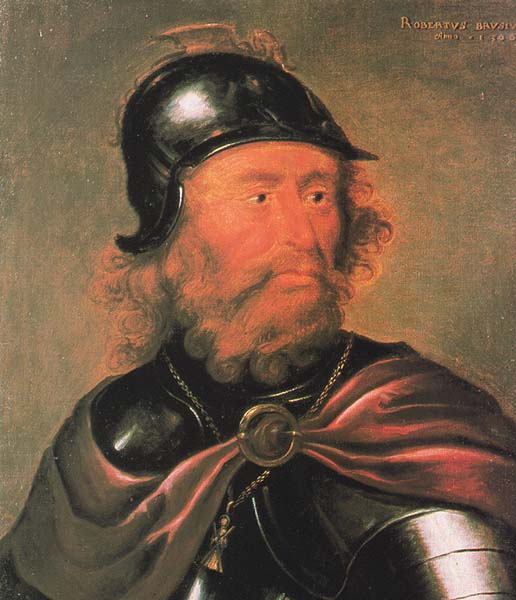
Róbert, a Bruce

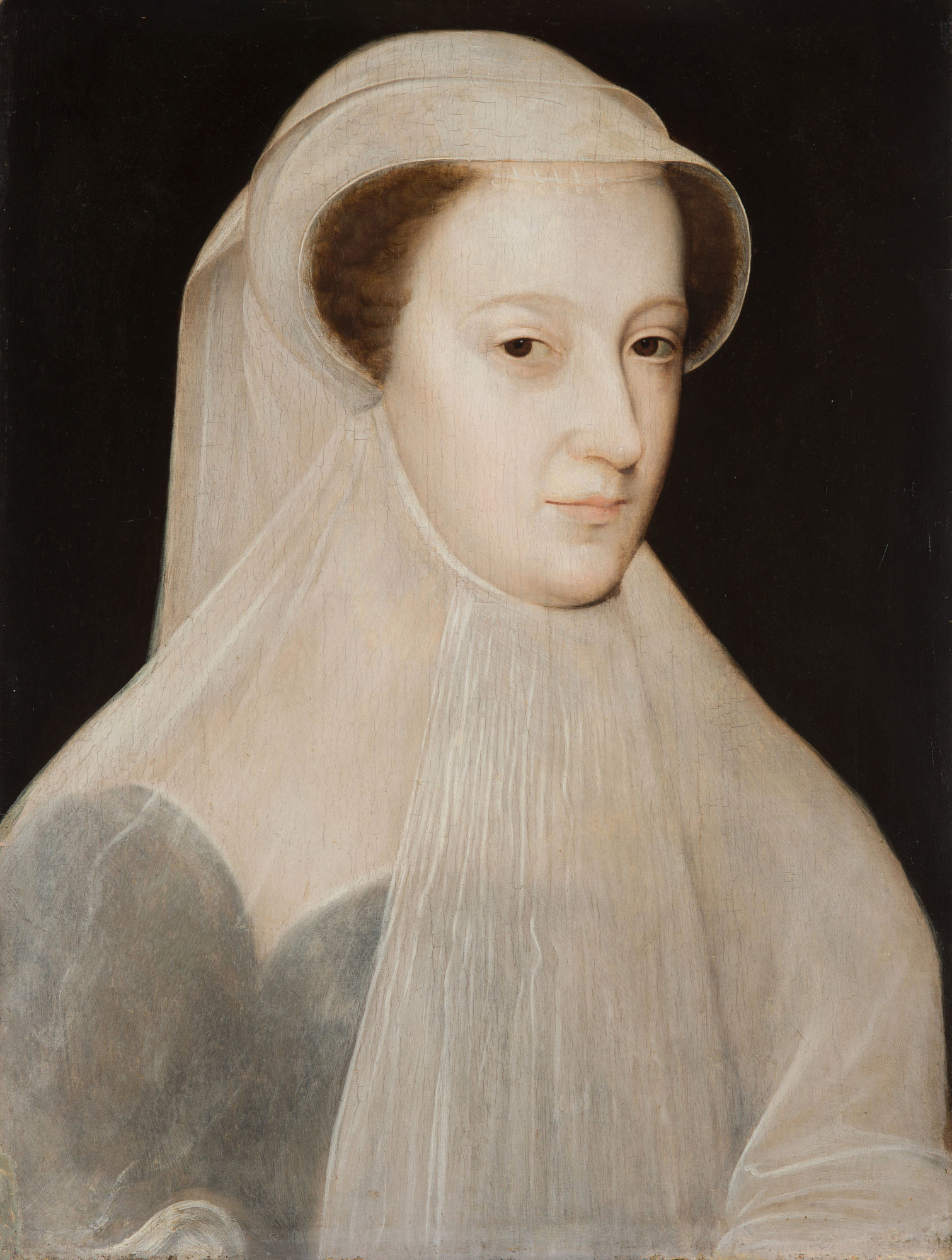
Stuart Mária

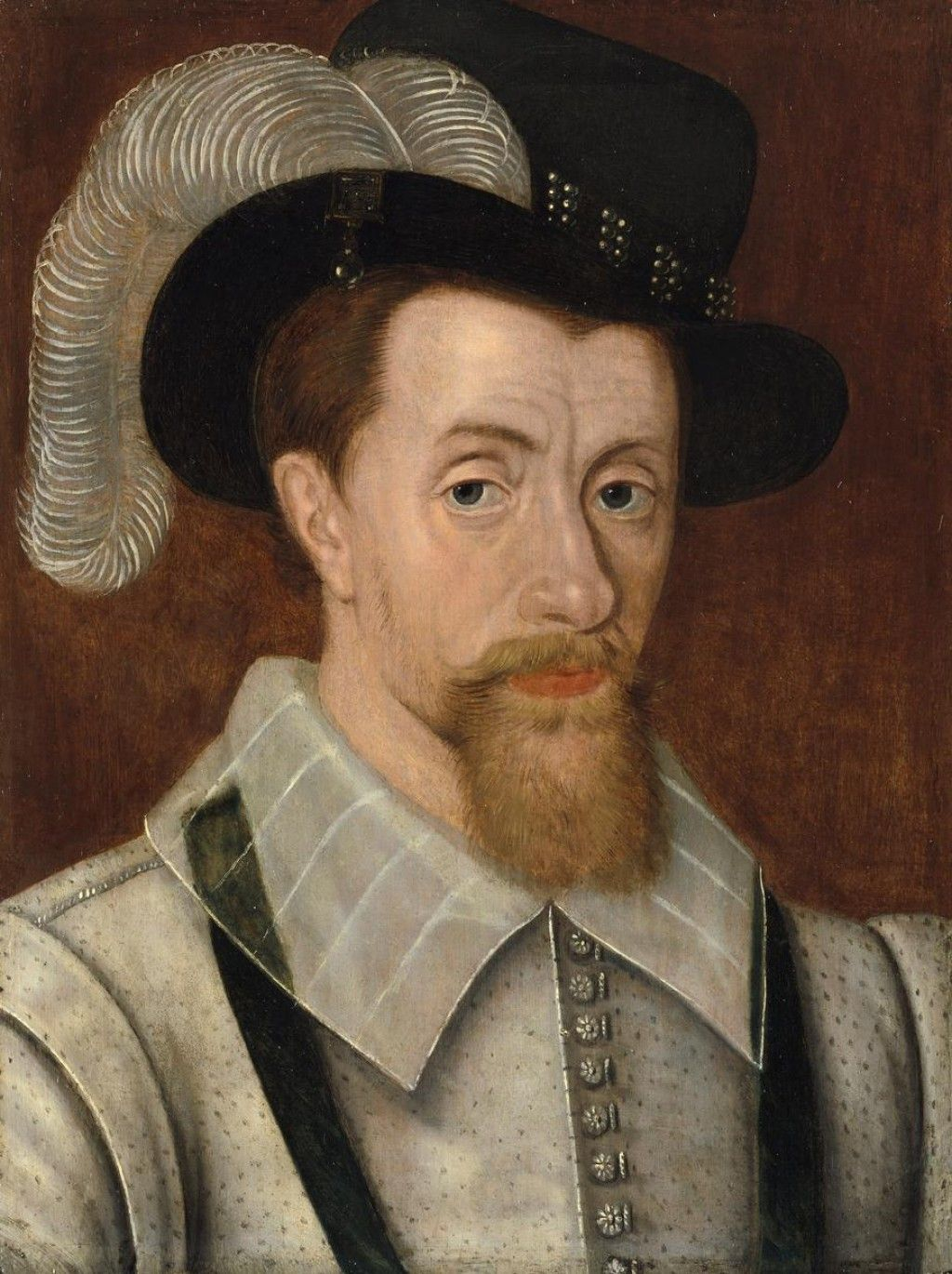
I.(VI.) Jakab

Anglia normann invázióját követően, III. Malcolm skót király (1058–1093) idejében, a Skót Királyság több, Hódító Vilmos elől menekülő üldözöttet befogadott, köztük a Magyarországról származó Skóciai Szent Margitot, aki, miután a király 1069-ben feleségül vette, az edinburgh-i várhegyen élt.
1128-ban I. Dávid skót király (1124–1153) megalapította a Holyrood-apátságot (Szentkereszt-apátság). Később az itt szolgáló Ágoston-rendi kanonokok engedélyt kaptak új városrész építésére, mely róluk kapta a nevét (Canongate – kanonokkapu).
Mivel Anglia meg akarta szerezni a hatalmat Skócia felett, ezért I. Dávid utóda, I. Vilmos (1165–1214) szövetséget kötött a franciákkal (ez az ún. ősi szövetség) és megtámadta Angliát (1174). Vereséget szenvedett, és fogságba esett. Kényszerhelyzetében elismerte Anglia felsőségét, azonban később lehetőséget kapott Oroszlánszívű Richárdtól a függetlenség visszavásárlására. A trónon őt követő II. Sándor (1214–1249) és III. Sándor (1249–1286) uralkodásának idején a két ország viszonyát, átmenetileg, nyugalom jellemezte. III. Sándor halálával férfiágon kihalt a Canmore-ház, ezért I. Eduárd angol király a saját fiával akarta összeházasítani III. Sándor unokáját, a norvég Margitot, biztosítván az angolok számára a skót koronát. Tervét nem vihette véghez, mivel 1290-ben I. Margit skót királynő Norvégiából hazafelé tartva meghalt. Mivel általa végleg kihalt a Canmore-ház, ezzel újabb trónviszály vette kezdetét.
A trónra legesélyesebb két jelölt John Balliol és Robert, a Bruce volt, akik közül a döntést magára vállaló I. Eduárd a gyenge Balliol (1291–1296) oldalára állt, hogy azután leigázhassa Skóciát. William Wallace (1297, stirlingi csata), majd Robert is ellenállt az angoloknak, aki 1314-ben, a bannockburni csatában vereséget mért rájuk. 1329-ben Bruce, aki ekkor már I. Róbert (1306–1329) néven uralkodott, kiállíttatta az első oklevelet Edinburgh-nak, melyben megerősítette a város kiváltságait és kikötői jogokat biztosított Leith felett.
1334-ben, III. Eduárd angol király tört be az országba, majd elfoglalta Edinburgh-t és Skócia déli részét. I. Róbert utóda, az ifjú II. Dávid skót király (1329–1371) Franciaországba menekült és ott nevelkedett, ezalatt Skóciában régens uralkodott. 1341-ben, a százéves háború alatt, II. Dávid visszatért, azonban az újabb harcok során angol fogságba került. 1357-ben tért vissza Edinburgh-ba, ahol 1367-ben elkezdte a vár Dávid-tornyának építését. A trónon őt követő II. Róbert (1371–1390) volt az első Stuart-házi király, akit III. Róbert (1390–1406) váltott a trónon. 1400-ban IV. Henrik angol király megostromolta a várat, azonban az utánpótlás elmaradása miatt kénytelen volt visszavonulni, a skót királyt és fiát azonban sikerült elfognia.
Ezt követően I. Jakab (1406–1437) tízévesen lett király, de az angolok elrabolták, és csak 1424-ben térhetett vissza Skóciába. Rövid időre viszonylagos nyugalom köszöntött a városra, azonban Jakabot 1437-ben megölték. Fia, II. Jakab (1437–1460) 1450-ben, egy későbbi angol támadástól tartva engedélyt adott a város körüli fal megépítésére, majd III. Jakab király (1460–1488) formálisan elismerte Edinburgh-t, mint Skócia fővárosát, 1460-ban védelmi céllal kialakíttatta a vár alatti Nor' Lochot (Északi-tó). III. Jakab szintén gyilkosság áldozata lett.
IV. Jakab (1488–1513) 1498-ban megkezdte a királyi palota építését, 1507-ben pedig oklevélben engedélyezte az első skóciai nyomda felállítását Walter Chapmannek és Andrew Myllarnak. A kulturális felvirágzás 1513-ban, a floddeni csatával ért véget, melyben a skótok megsemmisítő vereséget szenvedtek az angoloktól, és a király is elesett. Az 1450-ben épített, Edinburgh körüli falat ekkor kibővítették és megerősítették, ez lett a Floddeni-fal. A sok ostrom következményeképp a városiak ezután jó ideig nem építkeztek a falakon kívülre, így a belvárosban igen magas, nemritkán 11 emeletes házakat is építettek.
1542-ben Skócia uralkodója a mindössze párnapos Stuart Mária (1542–1567) lett. 1544-ben Hertford grófja, VIII. Henrik parancsára, felégettette a várost a királyi palotával, az apátsággal, valamint a craigmillari és a roslini várral egyetemben. Az anyakirálynő francia segítséget kért, és lányát, Stuart Máriát Franciaországba küldte. A franciák katolicizmusa és a katolikus egyházi méltóságok gazdagsága ellenérzést szült a skót lakosság körében, melynek nyomán útjára indult a skót reformáció. Ennek központjává Edinburgh vált, és diadalát 1559-ben érte el, amikor John Knox a St. Giles-katedrális lelkésze lett. 1560-ban, az edinburgh-i békében, a franciák lemondtak Skóciáról, elismerték önállóságát és a protestáns vallásgyakorlást, és az idegen megszálló csapatok (francia, angol) elhagyták az országot.
1561-ben Stuart Mária hazatért és királynővé koronázták, majd 1565-ben Darnley ura, Stuart Henrik felesége lett. Lord Darnley király szeretett volna lenni, azonban kérését Mária visszautasította, ezért 1566-ban, a Holyroodhouse-palotában, a nemesség egy részének közreműködésével meggyilkoltatta Mária olasz titkárát, David Rizziót. 1567-ben Darnleyt, árulása miatt, Bothwell grófja megölette az edinburgh-i Kirk o'Field (más néven prépost) házban. Mivel Mária ezt követően feleségül ment hozzá, ezért John Knox vezetésével ellenzéke formálódott, akik a királynőt bűnösnek találván férje meggyilkoltatásában, a Loch Leven-i várba zárták. Mária még 1567-ben lemondott a trónról fia, Jakab javára., aki protestáns nevelést kapott, és VI. Jakab (1567–1625) néven uralkodott. I. Erzsébet halála után, I. Jakabként Anglia királyává is megválasztottak, ezzel Edinburgh-nak mint királyi székhelynek a szerepe lassan leáldozott. 1583-ban Jakab megalapította az Edinburgh-i Egyetemet. Közben Mária, rabságából megszökve, 1568-ban Angliába ment, ahol azonban unokatestvére, I. Erzsébet angol királynő foglyul ejtette, majd 1587-ben kivégeztette.

### Edinburgh szerepe Britanniában

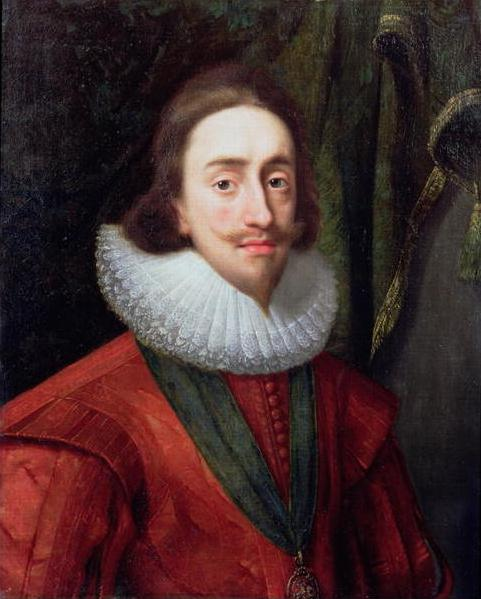
I. Károly

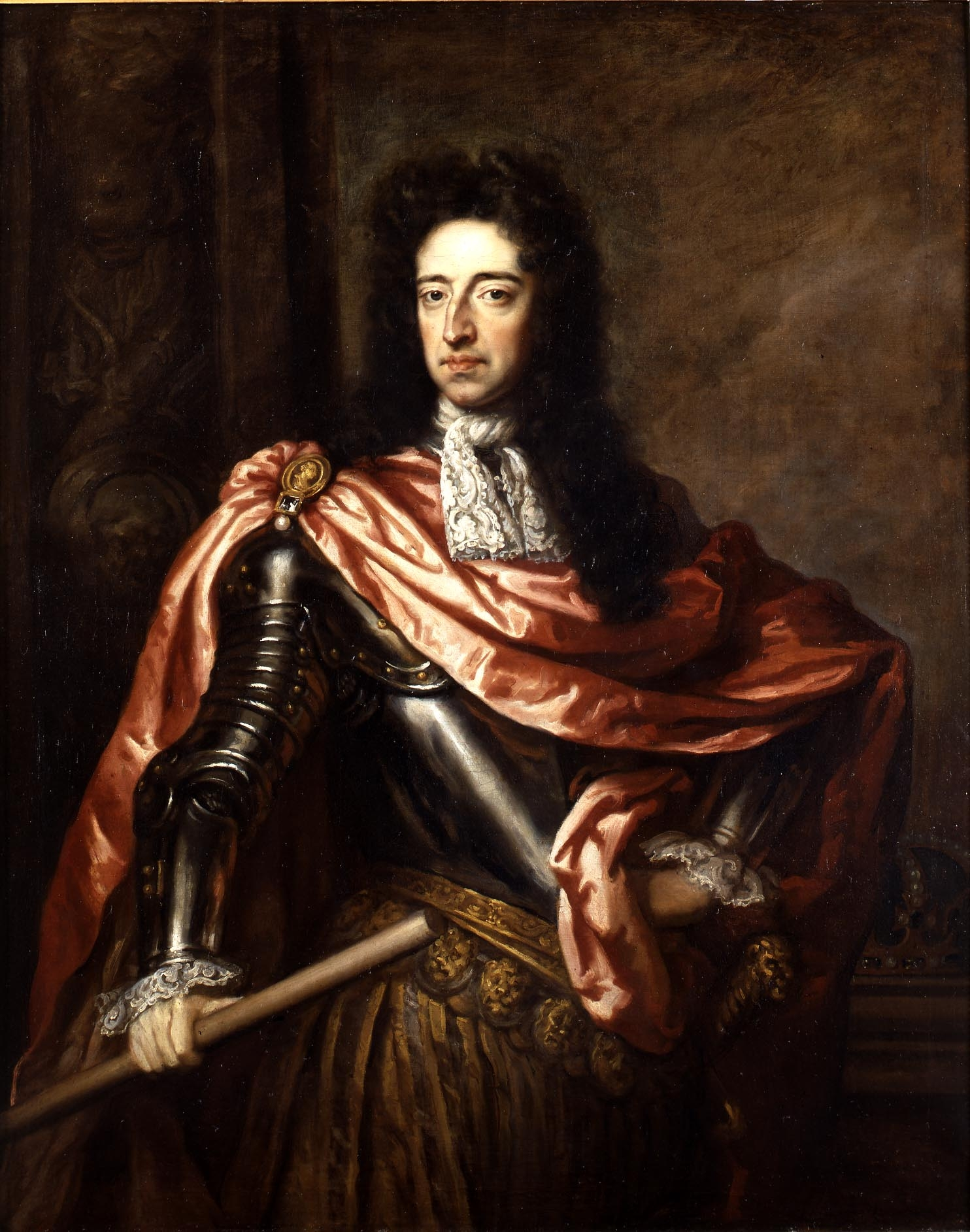
Orániai Vilmos

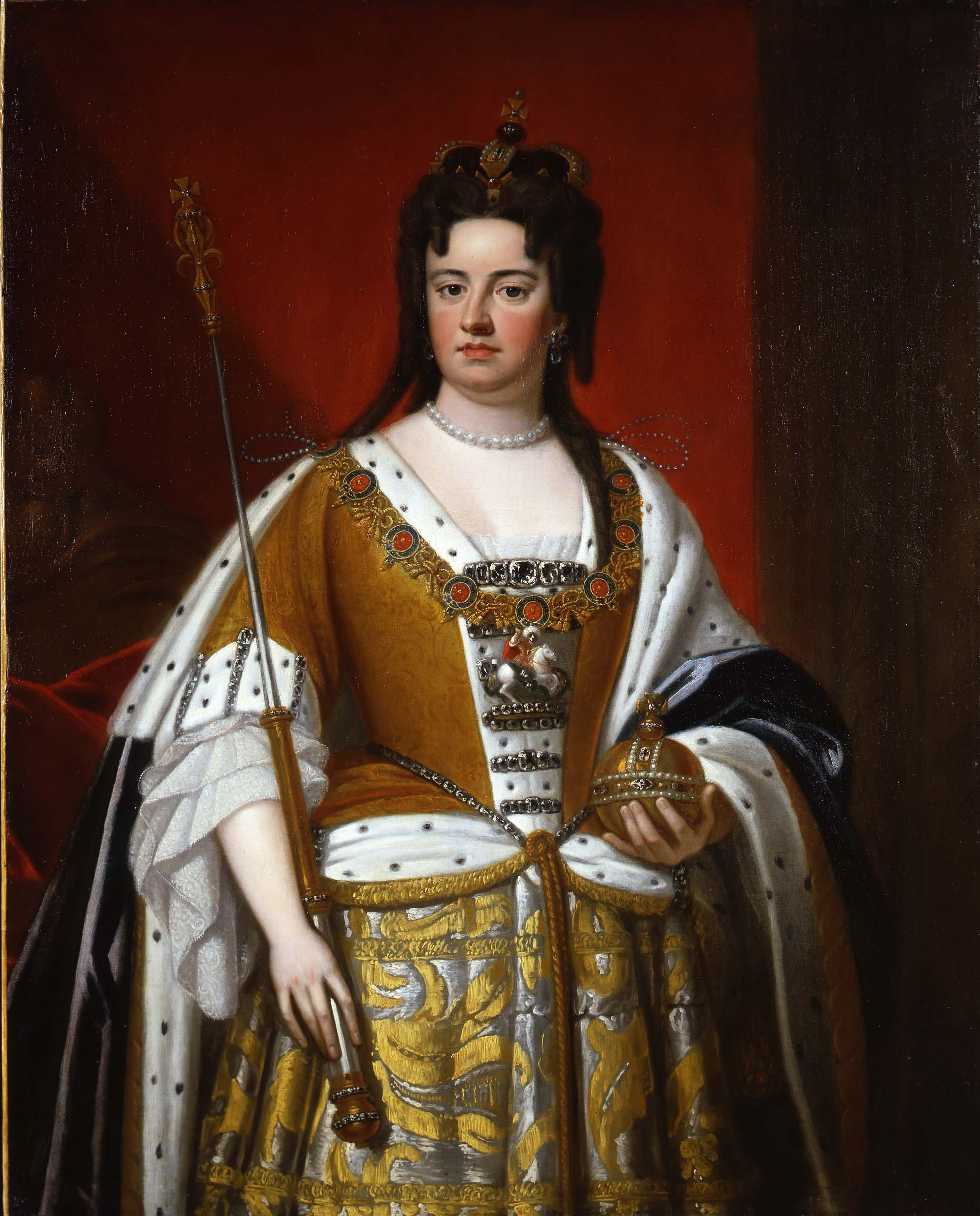
Anna brit királynő

Míg Jakab idejében Skóciában viszonylagos nyugalom honolt, fia, I. Károly (1625–1649) uralkodása alatt a vallási ellentétek kiéleződtek. 1628-ban elkezdődött az árva gyermekek otthonának (Heriot's Hospital) építése, melyet 1659-ben nyitottak meg. 1632-ben a skót parlament épületét kezdték építeni. 1633-ban azért érkezett Károly Skóciába, hogy itt koronázzák meg. A koronázási ünnepségeket a Holyroodhouse-palotában, míg a koronázást magát a Szent Egyed-katedrálisban, anglikán rítus szerint rendezték meg. Ez ellenérzést szült a presbiteriánusokban, akik többször tiltakoztak a király anglikanizáló törekvései ellen. Bár 1636-ban elkezdték a presbiteriánusok számára építeni a Tron-templomot, azonban 1637-ben Károly az anglikán imakönyvet is megpróbálta ráerőltetni a Skót Presbiteriánus Egyházra. 1637-ben a skótok nyíltan tiltakoztak az anglikán püspökök felvétele ellen a Skót Titkos Tanácsba, majd 1639-ben a presbiteriánusok glasgow-i zsinata utasította vissza a püspökség intézményét és az anglikán imakönyvet is. 1638-ban megalakult a presbiteriánus Nonkonformista Szövetség (Covenanters), mely visszautasított minden uralkodói felséget az országban. 1639-ben elkészült a Parlament épülete, amelyben megkezdték az üléseket. 1642-ben az angol parlament ellenállt Károly újabb törekvéseinek, és a skót parlament is csatlakozott hozzájuk. A polgárháború kitörésekor a skótok nagy része I. Károly ellen volt, azonban annak lefejezése felháborította őket, így a nonkonformisták a fiának, II. Károlynak (1649–1685) legfőbb támogatói lettek.
1650-ben Oliver Cromwell legyőzte a skótokat és bevonult Edinburgh-ba, II. Károly pedig 1651-ben a kontinensre menekült. Cromwell, bár protestáns irányultságú volt, üldözte a nonkonformista mozgalmat, és csapatai nagy pusztítást végeztek szerte az országban, még a Skót Presbiteriánus Egyház gyűlésére is betörtek. Cromwell halála után (1658), 1660-ban II. Károly visszatért, azonban az udvar ismételten az anglikán irányvonalat részesítette előnyben, és visszaállították a püspökségeket. A pozícióit visszakapott nemesség a Royal Mile-on kezdett építkezni, a király pedig helyreállíttatta a Holyroodhouse-palotát. Az anglikanizáló törekvéseket 1662-ben egy királyi rendelettel megszüntették, de a nonkonformistákat tovább üldözték, és 1679-ben a Bothwell hídnál végleges vereséget mértek rájuk. Üldöztetésük irányítója Sir George Mackenzie főügyész volt, aki így érdemelte ki a „véres Mackenzie” (scotsul: „Bluidy Mackenzie”) nevet. Ugyanakkor ő alapította meg 1682-ben az Ügyészségi Könyvtárat (Advocate’s Library), amely 1689-ben kezdte meg működését, utóda a mai Skót Nemzeti Könyvtár. 1681-ben Robert Sibbald megalapította a Királyi Orvosi Főiskolát (Royal College of Physicians).
II. Károly testvére, VII. Jakab (1685–1689) katolikus volt, így 1686-ban szabad vallásgyakorlást engedett a katolikusoknak és a kvékereknek. Egy évvel később ugyanezt engedélyezte a presbiteriánusoknak is. Jakab idősebb lánya ekkor ment férjhez Orániai Vilmos holland herceghez, aki protestáns volt és I. Károly unokája. Jakabnak katolikus volta miatt jelentős ellenzéke támadt, de addig, míg a trónörökös Stuart Jakab Ferenc Eduárd meg nem született, az angolok nyíltan nem szálltak szembe a királlyal. 1688-ban, a dicsőséges forradalomban, Jakabot megfosztották trónjától, aki Franciaországba menekült, és helyére Orániai Vilmos (1689–1702) került.
Edinburgh-ban a hatalomváltás után kifosztották a katolikus templomot, elűzték a jezsuitákat holyroodi iskolájukból, valamint megszentségtelenítették a holyroodi Stuart-sírokat is. 1695-ben, a Skóciának kedvezőtlen hajózási törvény ellensúlyozására, Vilmos engedélyt adott a skót William Patersonnak, hogy Edinburgh-ban egy kereskedelmi társaságot hozzon létre az Indiával és Afrikával folytatott kereskedelem támogatására. A város első újságja, az Edinburgh Gazette 1699-ben indult útjára.
1702-ben Vilmos meghalt, és sógornője, Anna királynő (1702–1714) került trónra, akinek a kérésére 1706-ban a Skót Parlament meghatalmazottai aláírták az Anglia és Skócia közötti uniós egyezményt. Ezt 1707. március 6-án az angol parlament is jóváhagyta. A skótok az egyezmény aláírása előtt kikötötték, hogy Skóciában a presbiteriánus vallás maradjon érvényben, ugyanakkor a skót parlament ezzel egy időben feloszlatta önmagát. Ekkor jött létre Nagy-Britannia királysága. A skót képviselők ettől kezdve a brit parlamentben látták el feladatukat, de Edinburgh maradt továbbra is a skót egyház székhelye, valamint a Legfelsőbb Bíróság is itt ülésezett.
Az unió létrejötte után felerősödtek azon klánok (kelta eredetű családi közösségek) hangjai, amelyek a Stuart-ház restaurációját szorgalmazták, és a jakobiták, azaz Jakab király katolikus híveinek száma is egyre nőtt. 1715-ben, I. György brit király (1714–1727) uralkodása alatt, az első jakobita felkelés alkalmával sikertelenül ostromolták meg a várat, a felkelés gyorsan véget is ért, és komoly megtorlások követték. II. György uralkodásának idején a jakobiták számára újra esély mutatkozott terveik megvalósítására. 1745-ben, a második jakobita felkelés alkalmával, Csinos Károly herceg kis létszámú seregével elfoglalta a várost, majd London ellen vonult, de 1746-ban Cullodennél megsemmisítő vereséget szenvedtek a király katonáitól. A csata után a jakobita foglyokat kivégezték, a herceg külföldre szökött. A csata és az azt követő megtorlások több ezer felföldi skót életét követelték. Az eseményeket egy jogi reform követte, melynek keretében a klánok hatalmát felszámolták, a nemzeti viseletet, jelképeket, fegyvereket elkobozták.

### A város fejlődése a 18. századtól

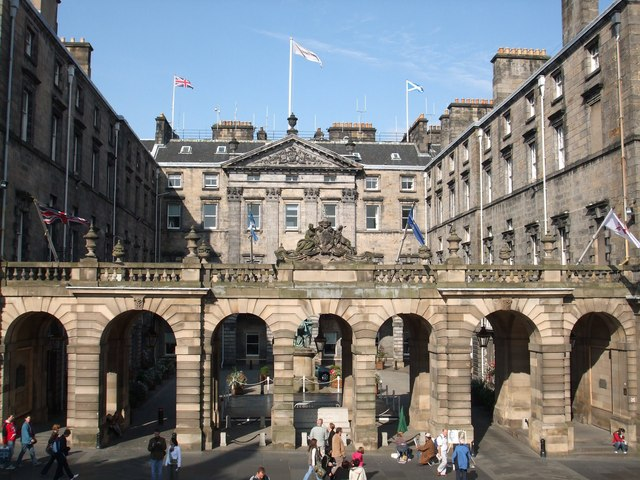
A Városi Kamara épülete

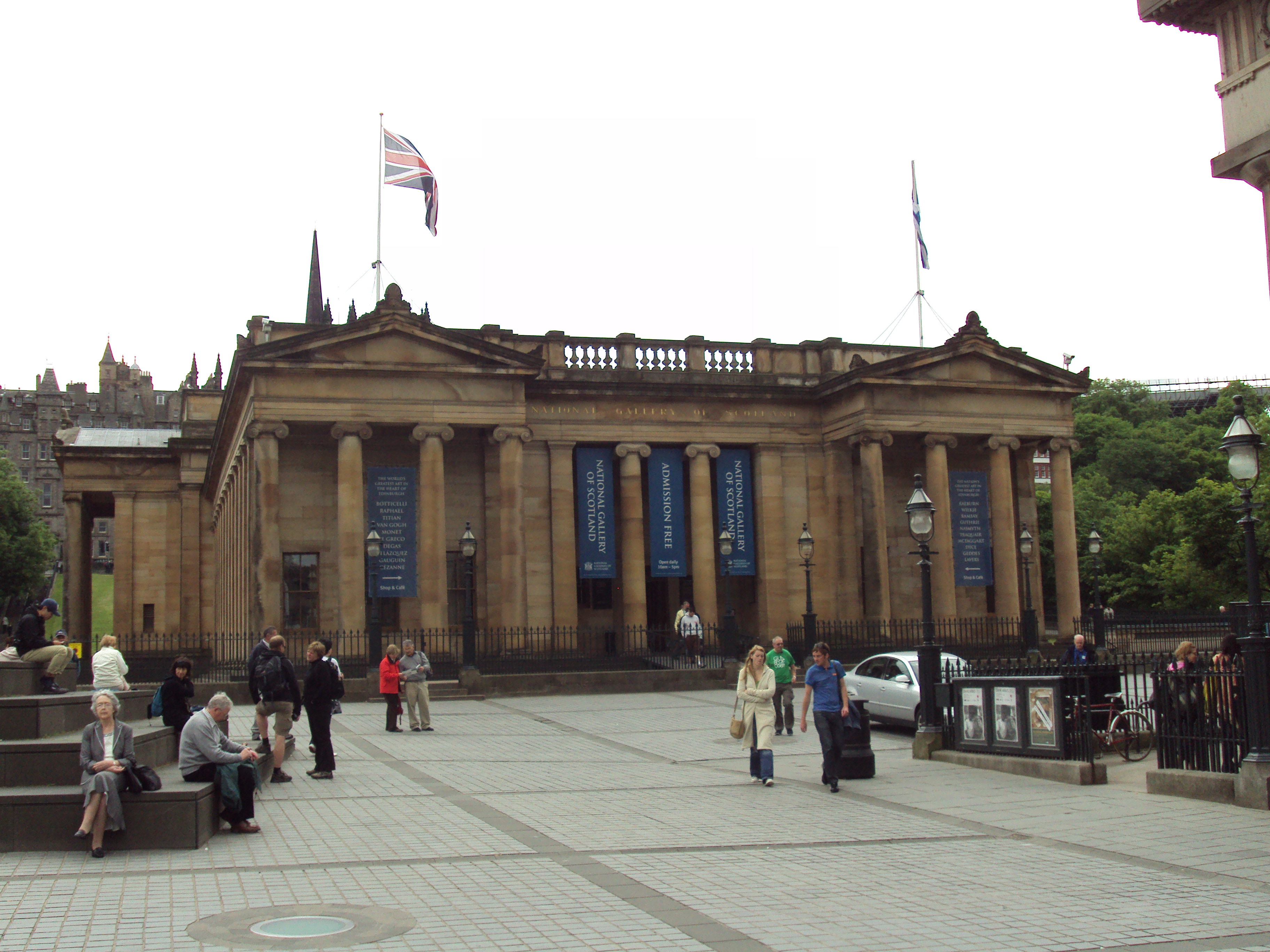
Skót Nemzeti Galéria

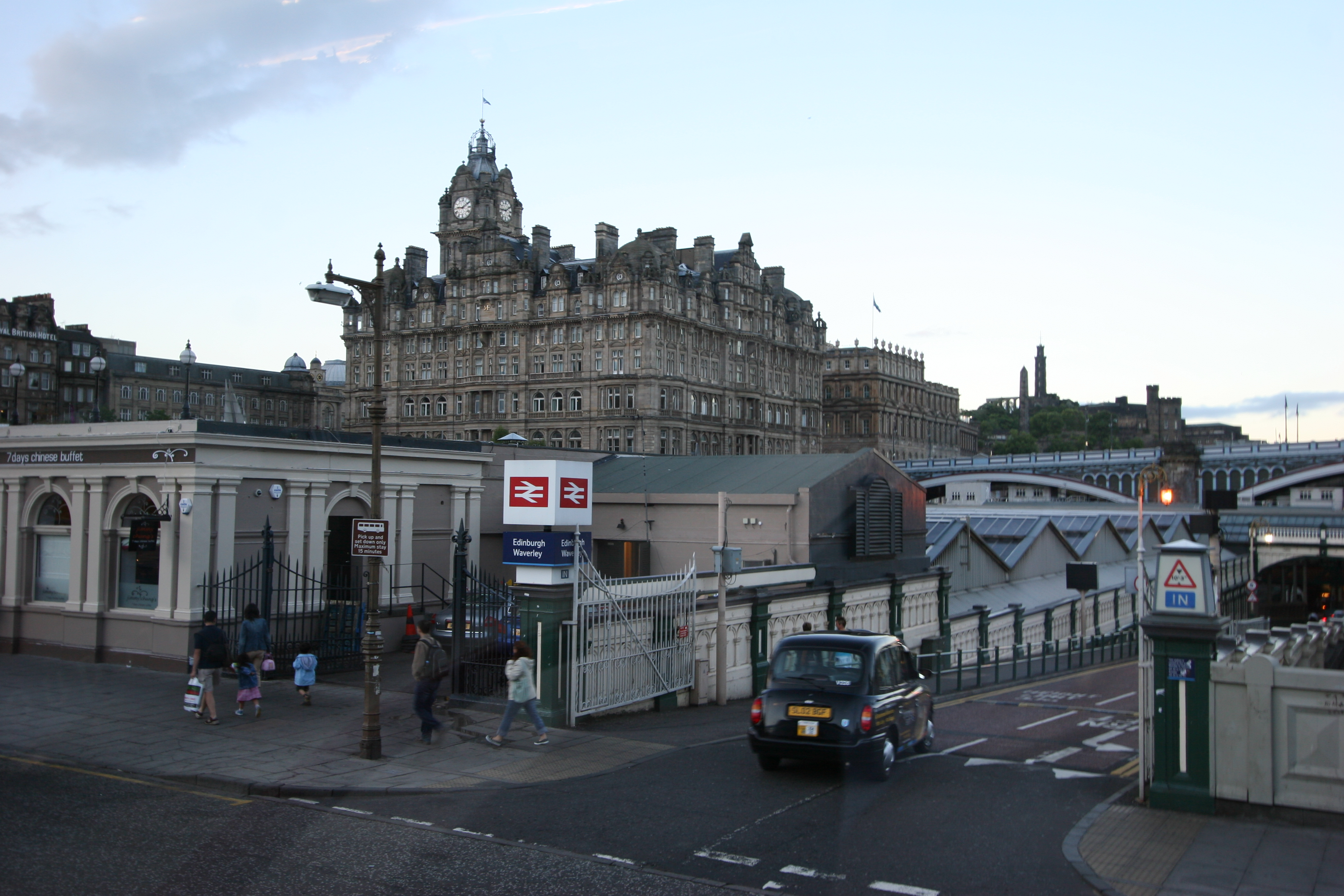
Waverley vasútállomás

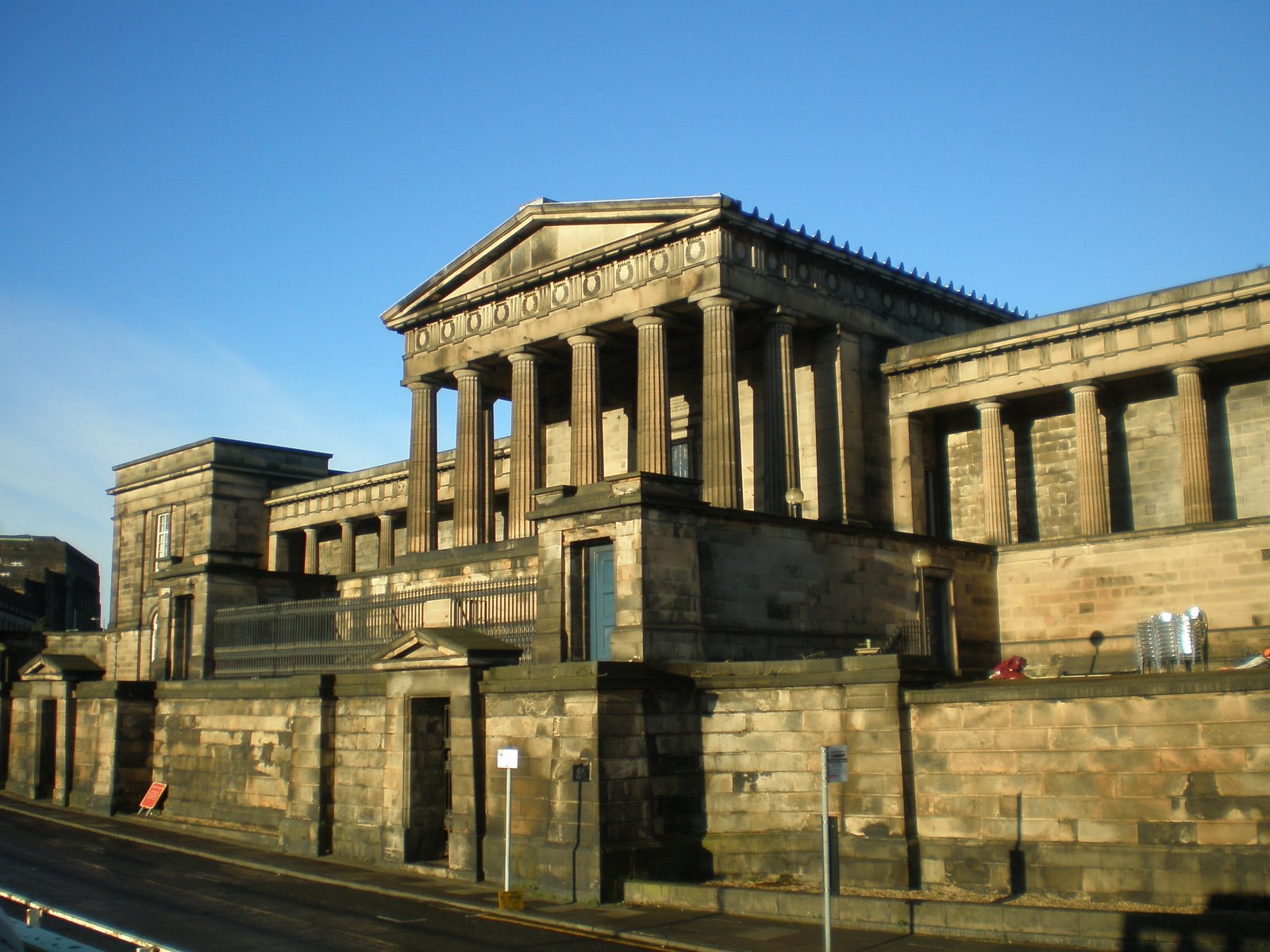
A korábbi Royal High School épülete

Skócia az unióval elvesztette nemzeti önállóságát, de Edinburgh nagy léptékben fejlődött. A 18. században élte aranykorát, mivel az ipari forradalmat gazdasági fellendülés is követte. 1760 és 1830 között itt folyt az akkori idők legnagyobb tervezett városépítése. 1752-ben a város lord prépostja, George Drummond bővítési tervet dolgoztatott ki Edinburgh-ra, hogy kezelje a város zsúfoltságát. Többek között 1753-ban épült meg a Városi kamara (City Chambers) mai otthona is. A várostervezésre tett javaslatokat hosszú vita követte, és végül az új városrész megépítésére 1766-ban a 22 éves James Craiget kérték fel. A városrész épületeit craighleithi kőből építették, neoklasszicista stílusban.1774-ben tették le az alapkövét a Levéltár központi épületének (General Register Office) is. Az új városrész két végét a Saint Andrew Square és a Charlotte Square határolja. Az utóbbi teret Robert Adam tervezte, építése 1792-ben kezdődött meg. Robert Reid, William Henry Playfair és William Sibbald tervei alapján további épületeket emeltek az Óváros közelében. 1807 és 1815 között készült el a Calton Hill-i Nelson-emlékmű, illetve a hegy két oldalán a Királyi és Kormányzói Terasz (Royal és Regent Terrace). 1781-ben, a feltöltött Nor' Loch helyén, megnyílt a The Mound (mound=domb), mely az Óváros és az Újváros között biztosított újabb összeköttetést. Mintegy negyven év alatt az Óváros lakossága kicserélődött, a tehetősebb polgárok átköltöztek az Újvárosba, amely tágasabb és világosabb volt.
A gazdagabb körökbe visszatért a nemzeti öntudat eszméje. Ezt az időszakot a skót gael nyelv újjáéledése, és a skót hagyományok felelevenítése jellemezte. 1822-ben Edinburgh-ba látogatott IV. György király (1820–1830), fogadására a skótok kiltbe öltöztek. Ekkor tették le a Nemzeti emlékmű alapkövét is.
1824. november 15-én hatalmas tűzvész (The Great Fire) pusztított az Óvárosban, mely a High Streetről indult ki. A városrész nagy része porig égett.
1836-ban indult meg a vasúti közlekedés a városban, melyet maga Robert Stephenson tervezett. Az összeköttetés Londonnal 1846-ra készült el. 1854-ben kezdte meg működését a Waverley vasútállomás, amit az 1890-es években, az igényekhez igazítva, tovább bővítettek.
1859-ben megnyílt a Skót Nemzeti Galéria (National Gallery of Scotland). 1886. május 6-án Meadowsban nemzetközi kiállítást rendeztek, amely magába foglalt egy helytörténeti bemutatót is, ahol az Óváros egykori épületeinek másolatait lehetett megnézni. A kiállítást megtekintette Viktória királynő (1837–1901) és a walesi hercegi pár is. 1890-ben megnyitotta kapuit az első közkönyvtár, melyben Edinburgh történelmével kapcsolatos dokumentumok váltak hozzáférhetővé. 1895 áprilisában a város egyes területein bevezették az elektromos közvilágítást.
Az 1900-as évek elején több királyi látogatás is történt. 1903 májusában és 1905 szeptemberében VII. Eduárd (1901–1910) és Alexandra királyné, 1911 júliusában pedig, londoni koronázásukat követően, V. György (1910–1917) és Mária királyné látogatott a városba.
1920-ban Leithet Edinburgh-hoz csatolták, és így létrejött nagy Edinburgh, amely már magába foglalta Leith, Cramond, Corstorphine, Colinton, Slateford, Longstone, Liberton, Gilmerton, Newton és Straiton területeit is.
Az 1930-as és 1940-es években rendkívül élénk művészeti és színházi élet zajlott a városban. 1947-ben útjára indult az Edinburgh-i Nemzetközi Fesztivál, ami egy zenei, képzőművészeti, színházi és mozifesztivál.
1979-re a Királyi Középiskolát (Royal High School) átépítették a Skót Nemzetgyűlés céljaira, azonban annak megalakítását az 1979. március 1-jei referendum során nem hagyták jóvá a választók. A 90-es évekre a nacionalizmus ismét felerősödött, és 1997 szeptemberében a munkáspárti kormányzat népszavazást írt ki az önálló Skót Parlament létrehozására. Ezt a választók több mint 74%-a támogatta, így az közel 300 év kihagyás után újra megalakulhatott. A házelnök, David Steel 1999-ben az alábbi szavakkal nyitotta meg az ülést: „A Skót Parlament, amely 1707. március 25-e óta szünetet tartott, ezúton újra összegyűlt.”

## Népessége
A statisztikai adatok szerint Edinburgh lakosainak száma 2007-ben 468 070 fő volt. 2001-ben ez a szám 448 624 volt, melyből akkor 354 053 fő fehér bőrű skót, 51 407 fő pedig más fehér bőrű, brit etnikumhoz tartozott. Kisebb számban élnek a városban írek, pakisztániak, kínaiak, indiaiak és más fehér, illetve színes bőrű népcsoportok.
Az alábbi táblázat a népesség korábbi nagyságának változásait szemlélteti 1755-től (az értékek ezer főben értendők):
Az edinburgh-iak születéskor várható élettartama 78,7 év, ebből a nőké 81, a férfiaké pedig 76,2 év, mellyel megelőzik a Skóciában élők születéskor várható átlagos élettartamát.
A 2001. évi népszámlálás adatai szerint Skócia polgárainak 67%-a vallotta magát valamely egyház tagjának. A lakosság 65%-a keresztény, többségük presbiteriánus, a Skót Egyház tagja, és csak a lakosok 16%-a vallja magát római katolikusnak.

A nem keresztény vallásúakon belül, ami a teljes lakosság 2%-a, a megoszlás: muszlimok (45%), kisebb számban buddhisták (7%), szikhek (7%), zsidók (7%), hinduk (6%), valamint egyéb vallásúak (28%).

Edinburgh-ban a különféle egyházak és vallási közösségek helyi tevékenységét az Edinburgh-i Hitközi Szövetség (The Edinburgh Inter-Faith Association) fogja össze. A szövetség tagjai közé keresztény, zsidó, muszlim, hindu, szikh, buddhista, valamint más, kisebb közösségek is tartoznak.

## Közigazgatás
Edinburgh city státuszú város, melyet a városi tanács irányít (The City of Edinburgh Council). Ötvennyolc tagját 4 évente választják, 17 kerületből 3–4 főt. A tanácstagok tevékenysége nyilvános, a választók által ellenőrizhető.
2010-ben a városi tanácsot öt politikai párt képviselői alkották, a legtöbb képviselőt (17 főt), köztük a várost irányító lord prépostot, valamint a tanács vezetőjét a Liberál-Demokrata Csoport adta, helyetteseiket a Skót Nemzeti Párt. 2010 márciusában a hivatal 16 341 főt foglalkoztatott.

## Városrészek és nevezetességek

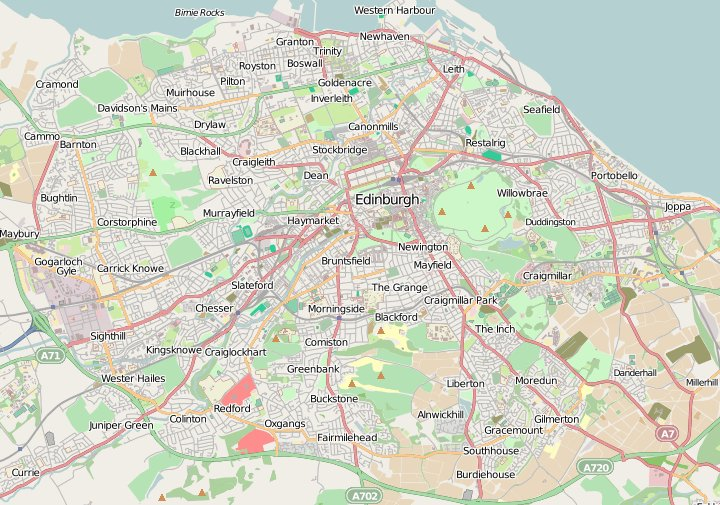
Edinburgh áttekintő térképe

A területen az első lakóépületeket a hegycsúcs sziklájára kezdték építeni, mintegy természetes erődítményként használva a szirtet, amelyre a vár is épült. A város fokozatosan épült ki lefelé, a lankás oldal irányába. Könnyen védhető hely volt, mocsárral a déli részén és egy tóval az északin (Nor Loch). A település belsejébe, melyet fal védett, csak kevés kapun át lehetett bejutni.
A Princes Street-i kertek széles sávjai, melyet 1816-ban hoztak létre, kettéosztják Edinburgh belvárosát. A déli oldal hangulatát meghatározza az Edinburgh-i vár, valamint az Óváros hosszú sétánya, mely a hegygerincen fut végig. Az északi oldalon található maga a Princes Street és az Újváros. 1995-ben az Óvárost és az Újvárost az UNESCO a világörökség részévé választotta.
A vártól közvetlenül nyugatra található a város pénzügyi központja, biztosítókkal és bankokkal (West End). Ide, a Heriot Watt Egyetem területére építették az Edinburgh-i Nemzetközi Konferencia-központot (Edinburgh International Conference Centre) is. A Princes Streettől keletre elterülő városrészt (East End) a Calton Hill 108 méter magas dombja uralja, rajta a 19. században emelt emlékművekkel.

### Óváros(Old Town)

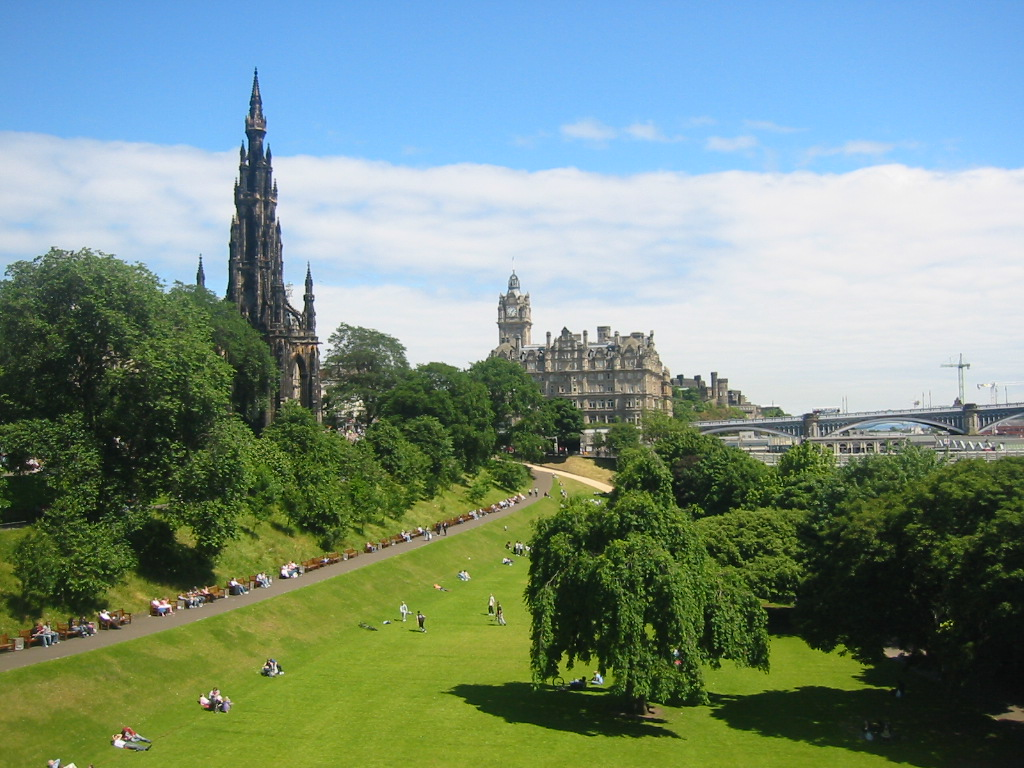
A Princes Street-i kertek keleti része

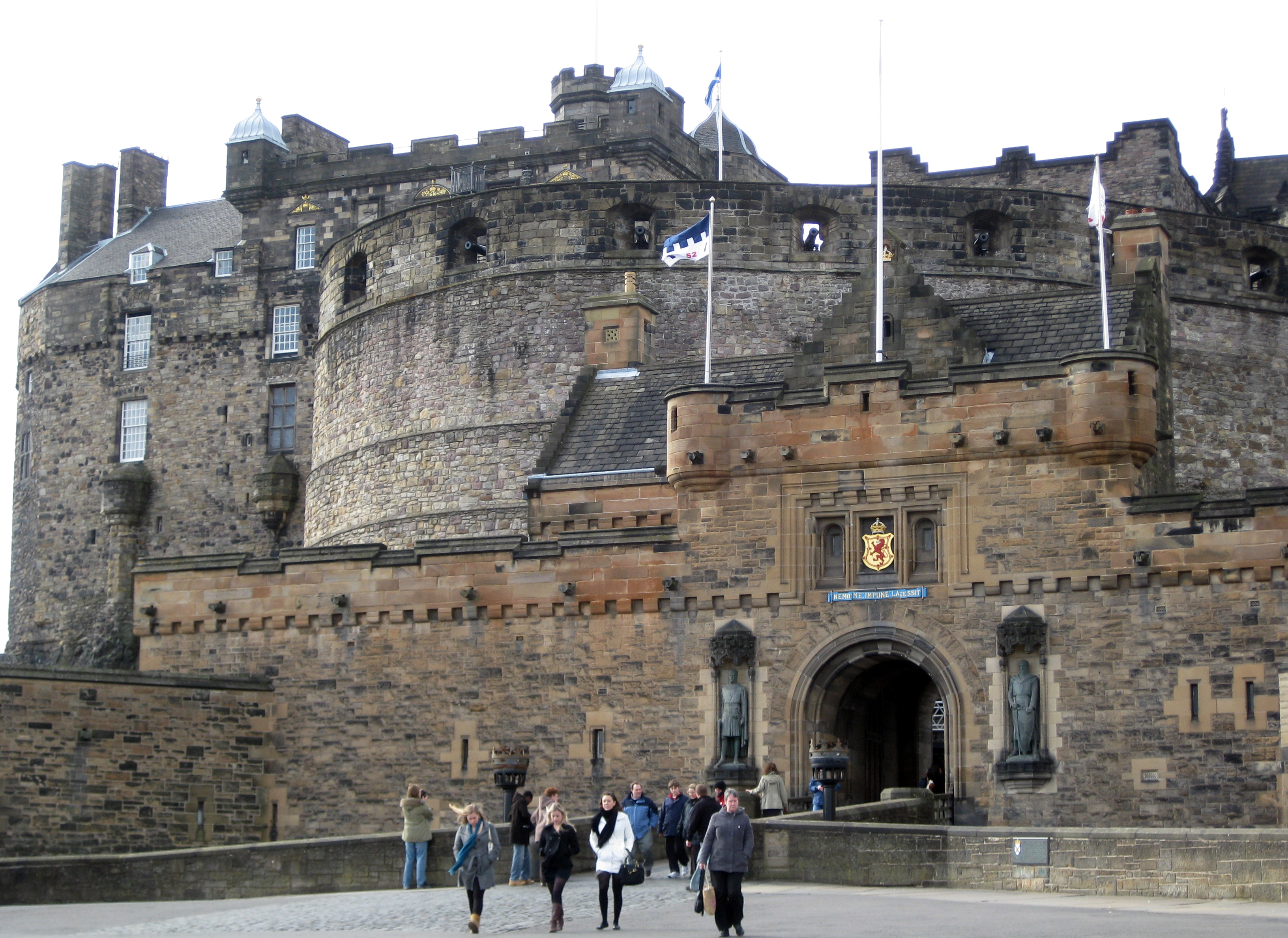
Az Edinburgh-i vár

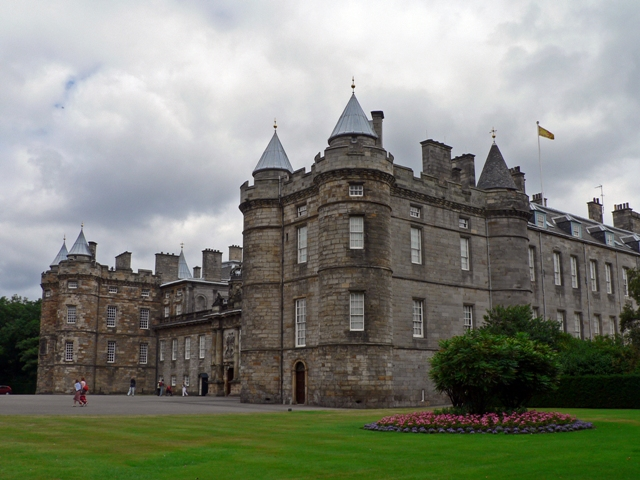
A királyi palota

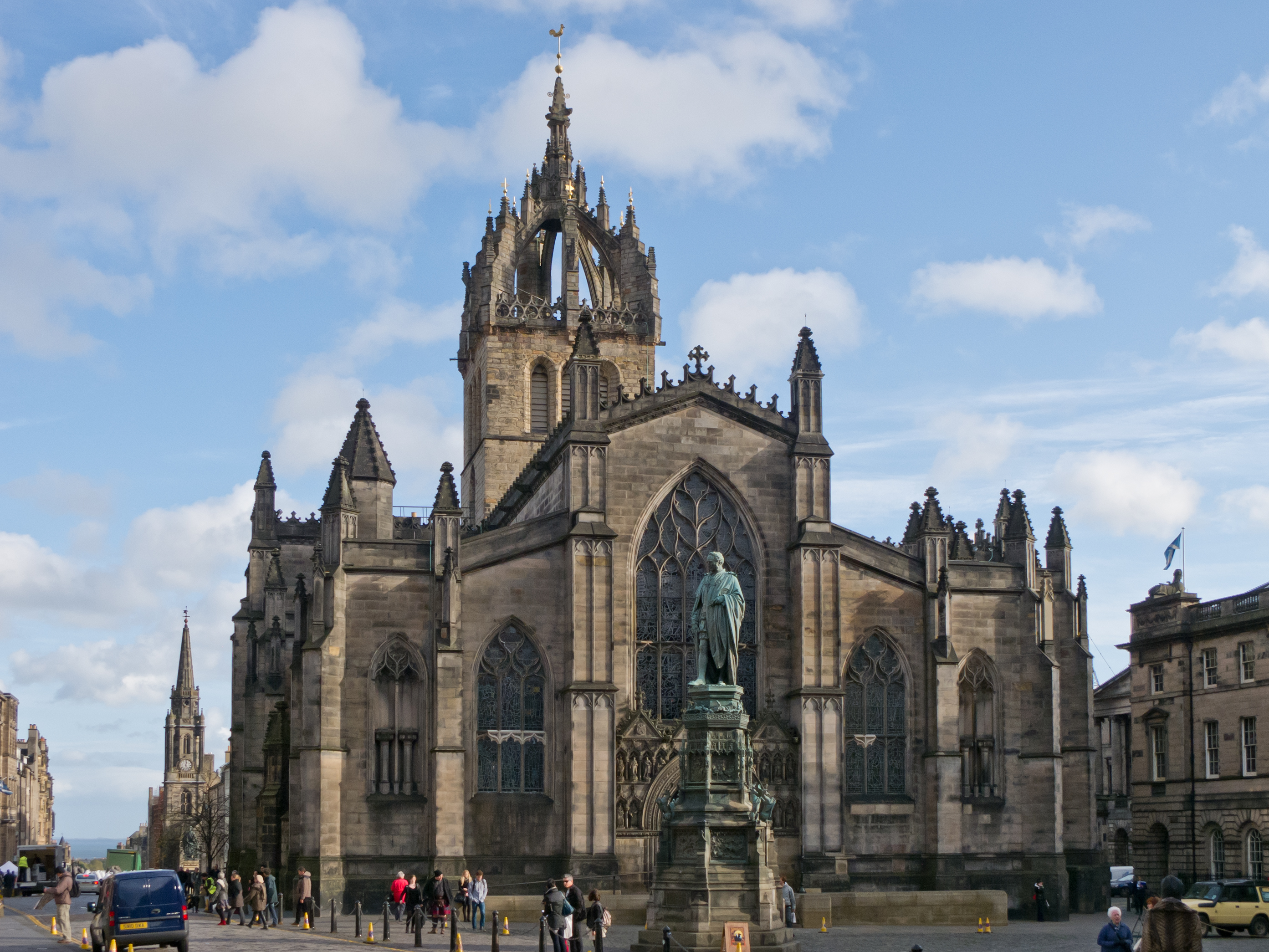
A Szt. Egyed katedrális

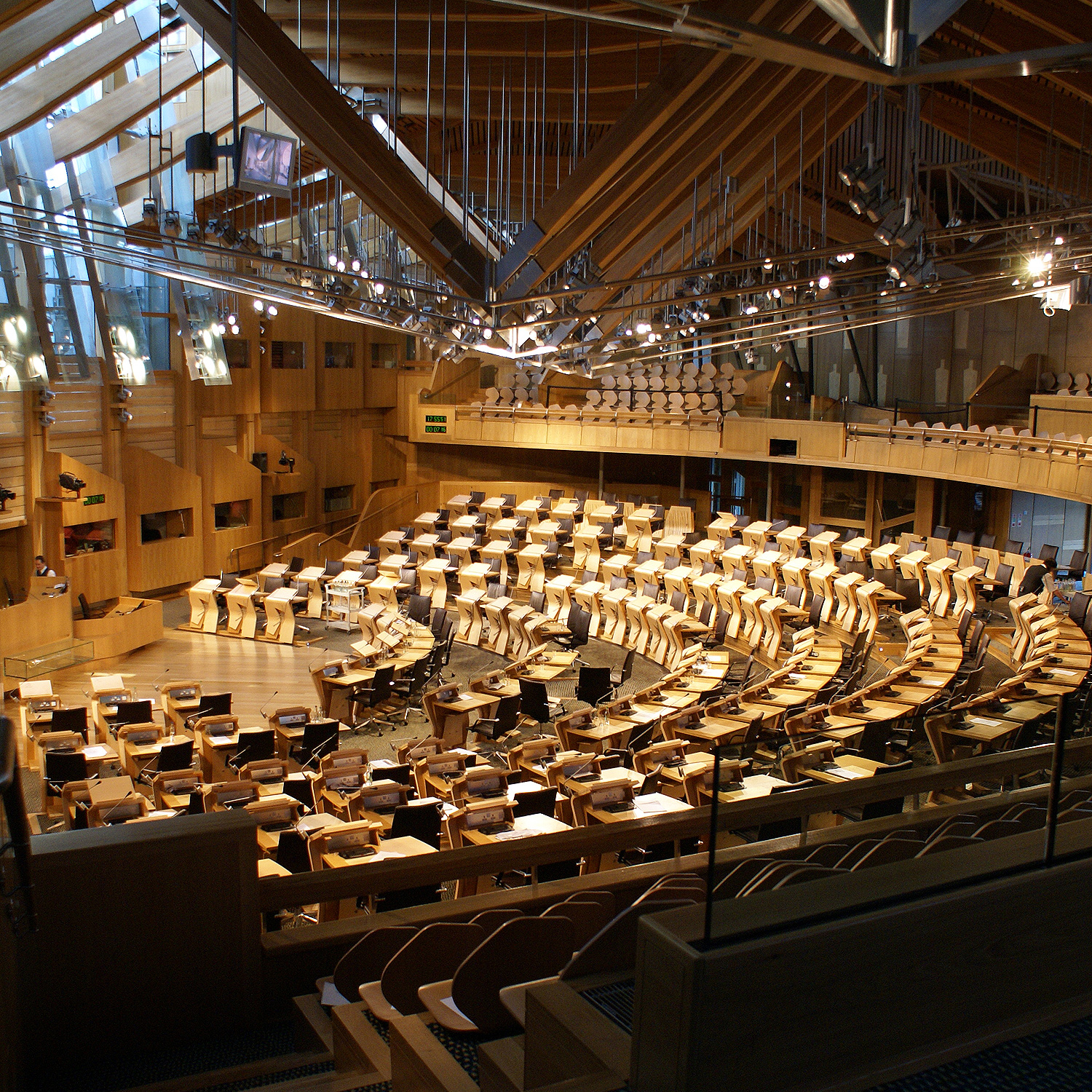
A Skót Parlament épületének belső kialakítása

A hegy szűk, beépíthető szakasza véges, ezért az Óvárosban olyan magas épületeket emeltek, amelyek korukban rendkívülinek számítottak. Mivel a lakosság, tartva a város elleni támadásoktól, sokáig nem szívesen építkezett a városfalon kívül, viszont új lakóhelyekre szükség volt, így az épületek egyre magasabbak lettek. Az 1500-as évektől általánossá váltak a sokemeletes lakóépületek, melyek túlnyomó része megsemmisült az 1824-es tűzvészben. Ezek helyreállítása és újjáépítése során változott meg a földfelszín alatti terület is, ekkor épültek ugyanis a föld alatti járatok és alagutak. A városrész jellegzetes utcái a „közök” (close), melyek a késő középkori építkezés emlékeit őrzik, utalva a városrész épületeinek zártságára. Az Óváros megőrizte középkori alaprajzát, de megannyi reformkori épülettel gazdagodott.
Az Óváros és az Újváros között húzódott a Nor' Loch nevű tó, amely ellátta a várost ivóvízzel, de egyben ide ömlött a város szennyvize is. Mivel a felszabaduló gázok zavarták a lakosokat, 1759-ben elhatározták a tó lecsapolását, majd az így keletkező völgyet feltöltötték termőfölddel, amelyet ma The Moundnak hívnak. Ezen a területen hozták létre a Princes Street-i kerteket (Princes Street Gardens), valamint a 19. század közepén erre a részre épült a Nemzeti Galéria és az Akadémia is, a föld alatt pedig a Waverley vasútállomásra vezető alagutakat fúrtak.
Az Edinburgh-i várat és a királyi palotát a Royal Mile (Királyi mérföld) köti össze, amely négy szakaszból áll: Castle Hill, Lawnmarket, High Street és a Canongate. A mérföldhosszú utcát piacterek és olyan történelmi épületek díszítik, mint a Szent Egyed-katedrális és a Bíróság.
Számos épület leégett a 2002. december 7-i tűzvész során is, köztük az Edinburgh-i Egyetem informatikai karának egyik könyvtára.
- Edinburgh-i vár (Edinburgh Castle)

Első írott említése Margit királynő halála utáni időből, 1093-ból származik. Története során a várat többször is kifosztották, felgyújtották. Az épület mai állapota több különböző újjáépítés eredménye. Legrégebbi, épen fennmaradt része a Szent Margit-kápolna, az egyik legöregebb, normann stílusú egyházi épület Skóciában, melyet a 12. században építettek.
Itt található a Skót Nemzeti Hadtörténeti Múzeum, és itt őrzik a koronázási ékszereket is.
- Holyroodhouse-palota (Palace of Holyroodhouse)

A barokk stílusú királyi palota története szorosan összefonódik a skót királyságéval, de leginkább mint Máriának a skótok királynőjének rezidenciájaként ismert. Eredetileg 1128-ban építtette I. Dávid Holyrood-apátság néven, ám a történelem során többször, többek között Oliver Cromwell katonái is, megrongálták. Az apátság romjai az épület északkeleti oldalán találhatók. Jelenlegi formájának kialakítását 1671-ben kezdte meg II. Károly, ma Skócia királynőjének hivatalos rezidenciája, valamint fogadások, állami ünnepségek helyszíne. Az épületben kapott helyet a Királynői Galéria (The Queen's Gallery) is.
- Szent Egyed-katedrális (St. Giles Cathedral)

A gótikus stílusú templom, melyet 1120-tól egy 854-ben épült katolikus templom helyén kezdtek építeni, valójában csak a 17. században, egy rövid ideig volt székesegyház. Legöregebb része egy 1495-ből fennmaradt torony. Története során többször pusztította ostrom, tűzvész, és számos alkalommal bővítették vagy építették át, utoljára 1829–1832 között alakították át jelentősen. Ebben az épületben ült össze Stuart Mária első parlamentje, felkelés színtere volt I. Károly idejében, majd Oliver Cromwell katonáinak laktanyájaként is szolgált. A benne található Bogáncs-kápolna (Thistle Chapel) 1911-ben épült, és egyike a legszebb kápolnáknak Skóciában, melynek falait a Bogáncs-rendi lovagok címereit ábrázoló zászlók borítják.
- Skót Parlament (The Scottish Parliament)

A Parlament 2004 októberében költözött jelenlegi helyére, a Royal Mile lábához, szemben a Holyrood parkkal. Az épület nyolc nemzetközi építészeti díjjal büszkélkedhet, többek között ez volt az év épülete 2005-ben. Az épület fém, tölgyfa és gránit felhasználásával, innovatív építészeti megoldások alkalmazásával épült. A terveket a környező táj ihlette: virágok, felfordított csónak alakja. Az épület nyitva áll a nagyközönség előtt.
- Skót Nemzeti Galéria (National Gallery of Scotland)

A klasszicista épületet 1850 és 1857 között építették William Henry Playfair tervei alapján, amelyben 1910-ig a Skót Királyi Akadémia is helyett kapott. Az épülethez 1978-ban új szárnyat csatoltak, ahol ma a skót festők gyűjteménye is megtalálható. A galéria 1859-ben, 38 festmény bemutatásával kezdte meg működését, mára azonban Európa egyik kiemelkedő galériájává fejlődött, ízelítőt adva a 14. századtól napjainkig terjedő időszak legkiválóbb európai és skót művészeinek munkáiból. A képtárban többek között Raffaello, Tiziano, Tintoretto, Rembrandt, Gauguin, Monet, valamint a skót Ramsay, Reaburn és Nasmyth munkái is megtekinthetők.
- Skót Királyi Akadémia (The Royal Scottish Academy)

Az Akadémiát 11 művész alapította 1826-ban. 1830-ban saját könyvtárat hoztak létre, 1840-től pedig képzőművészeti kurzusokat indítottak, melyet 1838-ban egy királyi oklevél engedélyezett, innen származik az intézmény neve. 1850-ben közös épületbe került a Nemzeti Galériával, majd 1910-ben átköltözött a nagyobb lehetőségeket biztosító, szomszédos épületbe, ahol korábban a Királyi Intézet székelt. 1827 óta rendezik meg minden évben, április és augusztus között, a tagjaik és más kortárs művészek alkotásaiból összeállított éves kiállításukat, melyet egy másik követ a nemzetközi fesztivál idején. Mára a vizuális művészetek vezető szervezetévé vált Skóciában.
- Skót Nemzeti Könyvtár (National Library of Scotland)

George Mackenzie főügyész mint ügyészségi könyvtárat alapította 1682-ben, majd 1925-ben alakult át Skócia nemzeti könyvtárává, amely az ország legnagyobb ilyen jellegű intézménye. Gyűjteménye Európában is az egyik legnagyobb, közel 14 millió kiadvánnyal, 490 nyelven, melyből 100 000 kézírással készült. Körülbelül kétmillió térkép, 25 000 folyóirat is hozzáférhető és kutatható. A könyvtár évente mintegy 320 000 új darabbal bővül, de a gyűjtemény nem kölcsönözhető, csak helyben tanulmányozható. A könyvtár kiállításoknak, művészeti előadásoknak, fesztiváloknak is otthont ad.
- John Knox-ház (John Knox House)

Edinburgh egyik legrégibb épülete, amely 1470 környékén épülhetett. Itt élt John Knox, míg a Szent Egyed-katedrális plébánosa volt, és feltételezhetően itt is halt meg 1572-ben. A házban még láthatók az eredeti fa galériák, valamint az a szoba (Oak Room), melynek mennyezetét 1600-ból származó freskók díszítik.
Egyéb látnivalók az Óvárosban:
- Skót Múzeum (Museum of Scotland) – A skót nemzet történetét mutatja be kezdetektől napjainkig.
- Királyi Múzeum (Royal Museum) – Nemzetközi és kortárs kiállítások helyszíne.
- Edinburgh-i Múzeum (Museum of Edinburgh) – Edinburgh városi múzeuma.
- Írók Múzeuma (The Writer's Museum) – Skóciai írók munkásságát mutatja be.
- Skót Whisky-örökség Központ (Scotch Whisky Heritage Centre) – A whiskykészítés hagyományait őrző múzeum.
- Parlament (Parliament House) – Itt ülésezett 1707-ig a skót Parlament, ma a Legfelső Bíróságoknak ad otthont.
- Canongate-templom (Canongate Kirk) – A királyi palota és a vár plébániatemploma.
- Tron-templom (Tron Church) – Belsejében tárták fel a város első kövezett utcájának maradványait.

### Újváros(New Town)

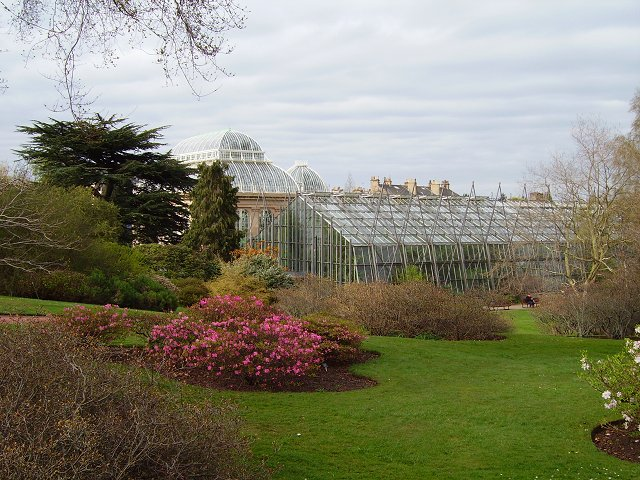
A Királyi botanikus kert részlete

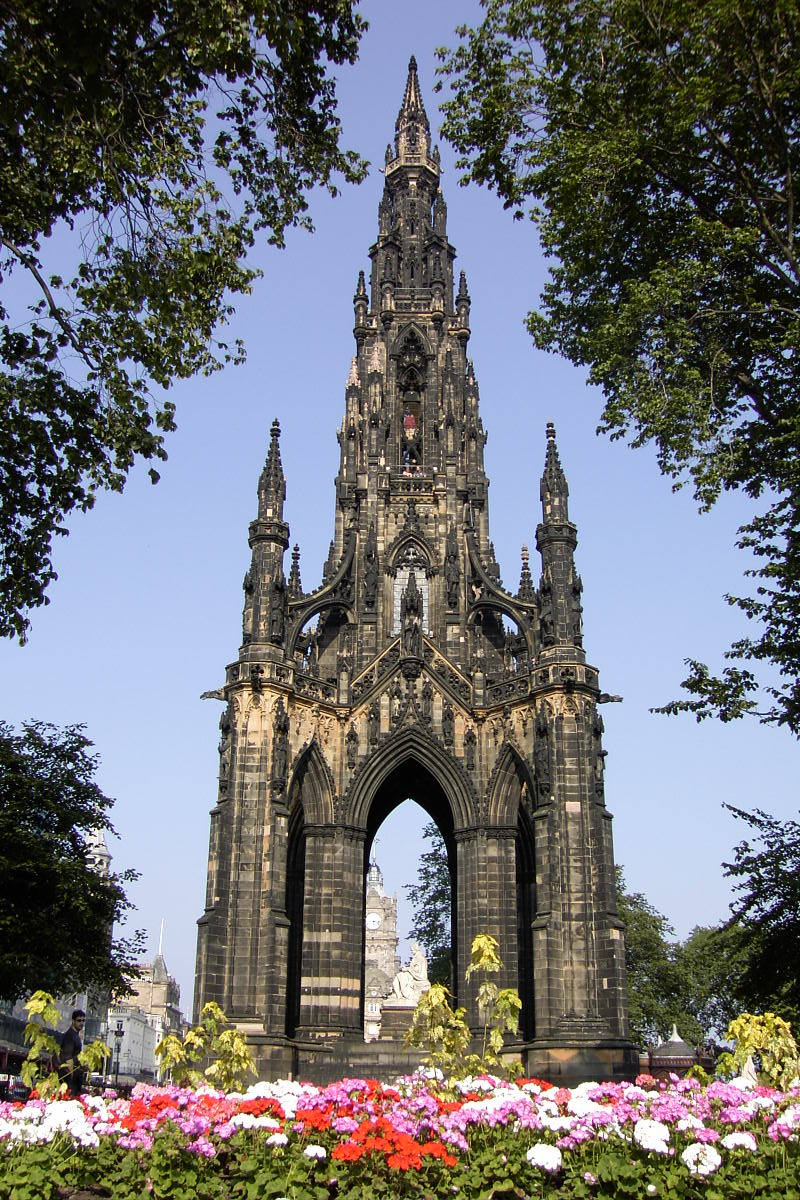
A Walter Scott-emlékmű

Az Óváros egyre fokozódó zsúfoltsága a 18. században egy új városrész kiépítését tette szükségessé, de a bővüléssel a város szerkezete továbbra is szorosan a Royal Mile vonalához igazodott. Az 1766-ban kiírt Újváros pályázatot a 22 éves James Craig nyerte el. Az elkészített terv merev, rendezett, hálós rendszert alakított ki, amely beleillett a felvilágosodás-kori ideológiába. A mintegy 300 hektárnyi területen felépült városrész főutcáját George Streetnek nevezték el, amely északi irányban követi az Óvárosból induló természetes lankát. Két oldalán további főutcák épültek: a Princes Street és a Queen Street. Azóta a Princes Street vált a városrész fő sétálóutcájává, amelynek csak az egyik oldalán találhatók épületek, a másik oldala a Várhegy és az alatta elterülő parkos rész, amely már az Óvároshoz tartozik. Ezt a három főutcát számos, ezekre merőleges kisebb utca köti össze, így hozva létre a hálós szerkezetet. A keleti és nyugati végeken találhatók a St. Andrew’s Square és a Charlotte Square. Ez utóbbinak, melyet Robert Adam tervezett, északi oldalán található Skócia első miniszterének hivatalos lakóhelye, a Bute House. A 19. században a városrészt észak–északnyugat felé kiterjesztették, itt azonban már a hálós rendszer helyett ellipszis, félkör és kör alakú tereket építettek, és az épületek is monumentálisabbak, mint a korábbi, György-stílusú házak.
- Királyi botanikus kert (Royal Botanic Garden Edinburgh)

Az Újváros északi peremén helyezkedik el ez a ma már több mint 28 hektáros terület, amelyet eredetileg 1670-ben két orvos mint gyógynövénykertet hozott létre a Nor' Loch mentén. Jelenlegi helyére 1820-ban költöztették. A gyűjtemény századokon át tartó, folyamatos bővülésének eredményeként az arborétum ma már további három kertből áll, és nem csak a világ egyik legnagyobb rhododendron kultúráját mondhatja magáénak, de a Skóciában honos növényfajokon kívül, a világ minden tájáról származó különlegességeket is bemutat.
- Scott-emlékmű (Scott Monument)

Az emlékmű, amelyet 1844-ben a Princes Street keleti végében emeltek, George Kemp tervei alapján készült, miután az megnyerte a Walter Scott-emlékműre kiírt pályázatot. A neogótikus stílusú építmény 60 méter magas templomtornyot formáz, melynek ívei alatt több szobor is található az íróról és műveinek alakjairól. A torony tetejére 287 lépcső vezet, ahonnan minden irányba belátni a várost.
Egyéb látnivalók az Újvárosban:
- Skót Nemzeti Arcképcsarnok (Scottish National Portrait Gallery) – A skót történelem alakjainak képmásait mutatja be.
- Virágóra (Floral Clock) – A világ első, 1903-ban megalkotott virágórája; kerülete 10,8 méter, átmérője 3,5 méter.[72])

### West End

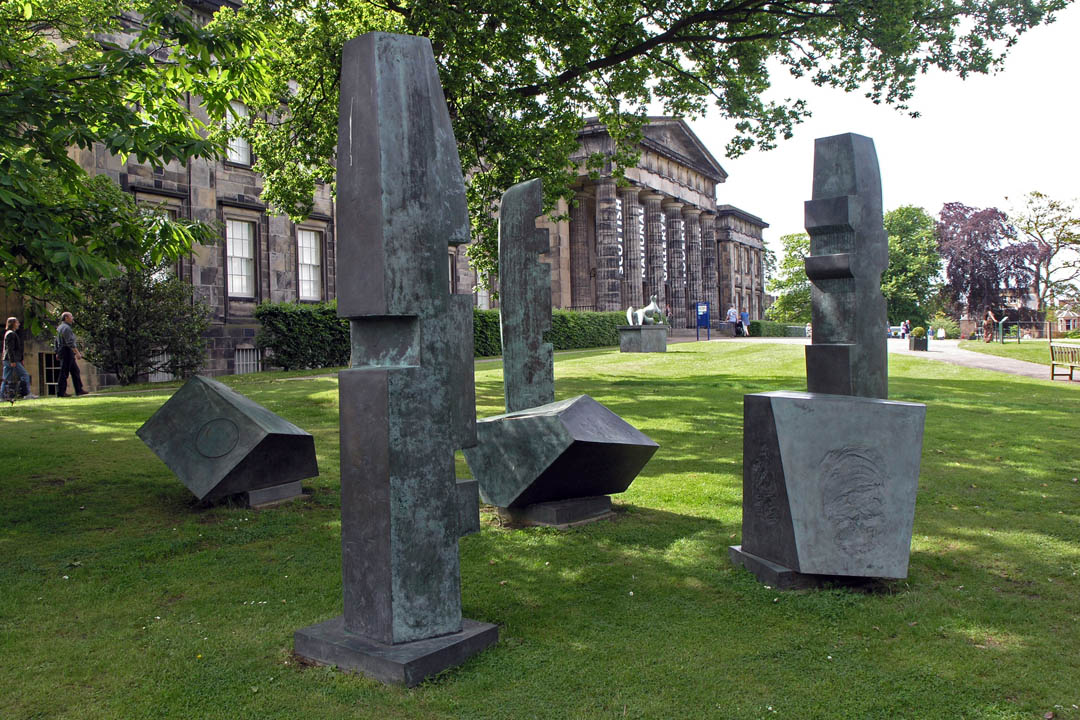
A Modern Művészeti Galéria

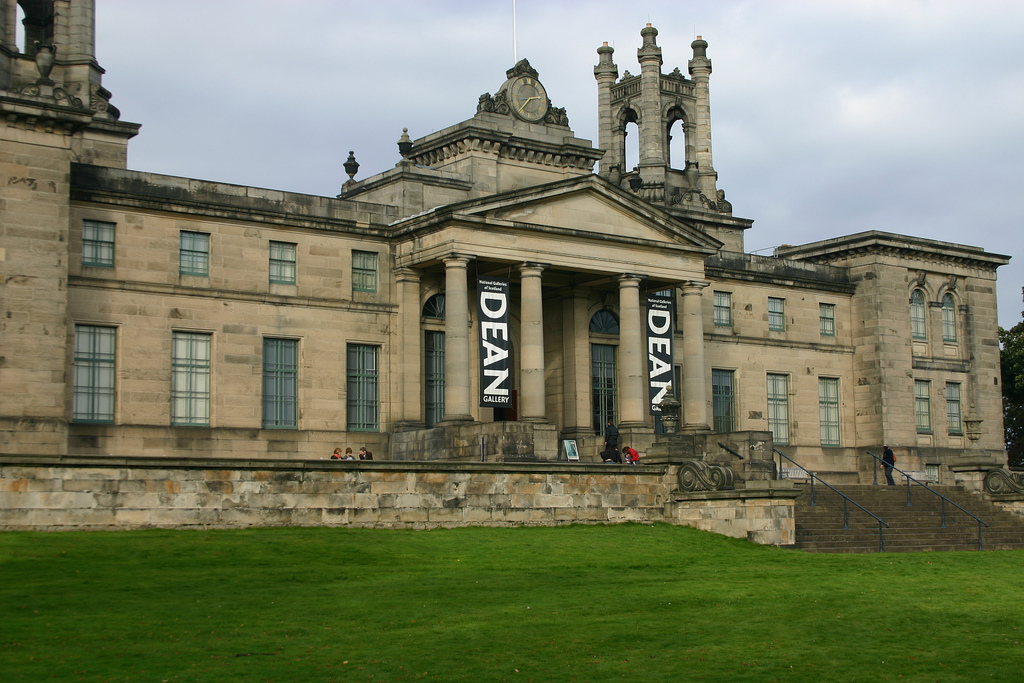
A Dean-galéria

West End az elnevezése az Újváros nyugati oldalához kapcsolódó városrésznek, melynek jellemző építészeti stílusa a georgiánus stílus. Az 1767-ben erre kiírt pályázatot is James Craig nyerte meg, aki az újvárosi hálós rendszerű elrendezés helyett, ez alkalommal széles utakat, tágas tereket és György-stílusú épületeket tervezett. Itt szeli át a belvárost a Leith folyó.
- Modern Művészetek Skót Nemzeti Galériája (Scottish National Gallery of Modern Art)

Az 1960-ban alapított galéria klasszicista épületét 1828-ban építették, William Burn tervei alapján, a John Watson Intézet számára. Később általános iskolaként működött, majd az állam 1981–1984 között átalakította, és átadta a korábban máshol működő galéria részére. A mintegy 5000 darabból álló gyűjtemény ízelítőt nyújt a 19. század végétől napjainkig terjedő időszak európai és amerikai művészeinek munkáiból; festmények, bronztárgyak, papírnyomatok és grafikák, valamint kinetikus szobrok is részei a kiállításnak. Megtekinthetők többek között Henri Matisse, Georges Braque, Piet Mondrian, Paul Klee, Pablo Picasso, Joan Miró, René Magritte, Larionov és Oskar Kokoschka képei, valamint Henry Moore szobrai is. A galérián belül önálló részt kapott a skót gyűjtemény.
- Dean-galéria (Dean Gallery)

A Modern Művészetek Galériájának testvérintézményeként nyitották meg annak szomszédságában, 1999 márciusában. A Dean-galéria a Modern Művészetek Galériája állandó és időszaki kiállításainak ad otthont, elsősorban dadaista és szürrealista alkotásoknak. Épületét eredetileg Thomas Hamilton 1833-ban mint árvakórházat építette meg, amelyet a galéria átalakítások után vehetett birtokba.
- Georgiánus ház (Georgian House)

A palotát a georgiánus (György-korabeli) stílus egyik kimagasló példájaként tartják számon, innen kapta elnevezését is. A Charlotte Square-en 1792-ben kezdtek építkezni Robert Adam tervei alapján, ezt a házat 1796-ban adták át. Az épület szomszédságában székel Skócia műemlékvédelmi szervezete, a National Trust of Scotland, amely a házat úgy állította helyre, hogy hűen tükrözze eredeti állapotát, ahogyan azt 1796-ban is berendezték.
Egyéb látnivalók a West Endben:
- Szent János-templom (St. John Church) – Neogótikus templom, mely 1816–1819 között épült William Burn tevei alapján.
- Szűz Mária-székesegyház (St. Mary's Cathedral) – A katedrális a viktoriánus gótika képviselője, 1879-ben szentelték fel.
- West Register House – A Skót Állami Levéltár épülete.

### East End és Portobello

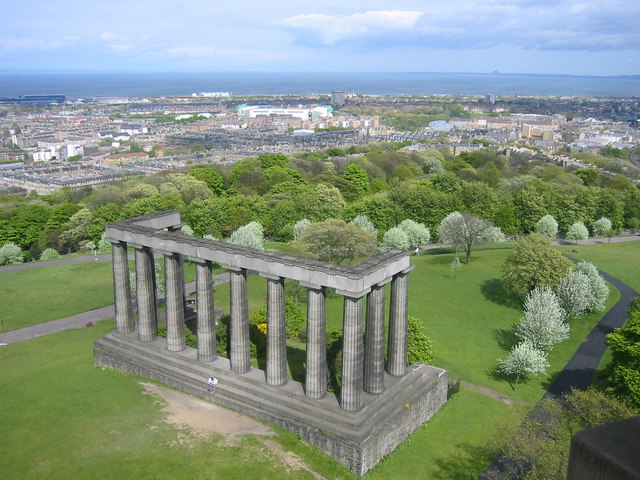
Kilátás az obszervatóriumból, előtérben a Nemzeti emlékművel

East Endnek nevezik a Princes Street keleti végétől induló városrészt, mely magába foglalja a 108 méter magas Calton Hillt az emlékművekkel, illetve Portobello irányába a Holyrood parkot, melynek déli részén található Arthur’s Seat (Artúr széke). Portobello eredetileg egy kis falucska volt, melynek története 1742-ig nyúlik vissza. 1896-ban csatolták Edinburgh-hoz, majd azt követően kedvelt üdülőhellyé vált.
- Nelson-emlékmű (Nelson Monument)

Lord Nelson admirális emlékművét, Robert Burn tervei alapján, 1807 és 1815 között emelték a Calton Hillen. A 33 méter magas, kerek torony tetejére 143 lépcső vezet fel, ahonnan körpanoráma nyílik, egészen a Forth folyó torkolatáig.
- Nemzeti emlékmű (The National Monument)

Az emlékművet, Playfair és Robert Cockerell tervei alapján, 1822-ben avatták fel, a napóleoni háborúkban elesett skót katonák emlékére. Eredetileg a Parthenón hű mása lett volna, de időközben az anyagi támogatás elapadt, így csak egy töredéke készült el. A helyiek az emlékművet csak a „Edinburgh szégyenének” (Edinburgh's Disgrace) hívják.
Egyéb látnivalók az East Endben:
- Dugald Stewart-emlékmű (Dugald Stewart Monument) – A neves filozófus (1753–1829) emlékére emelték, Playfair tervai alapján.
- Régi Királyi Obszervatórium (Old Royal Observatory).

### Leith és Newhaven

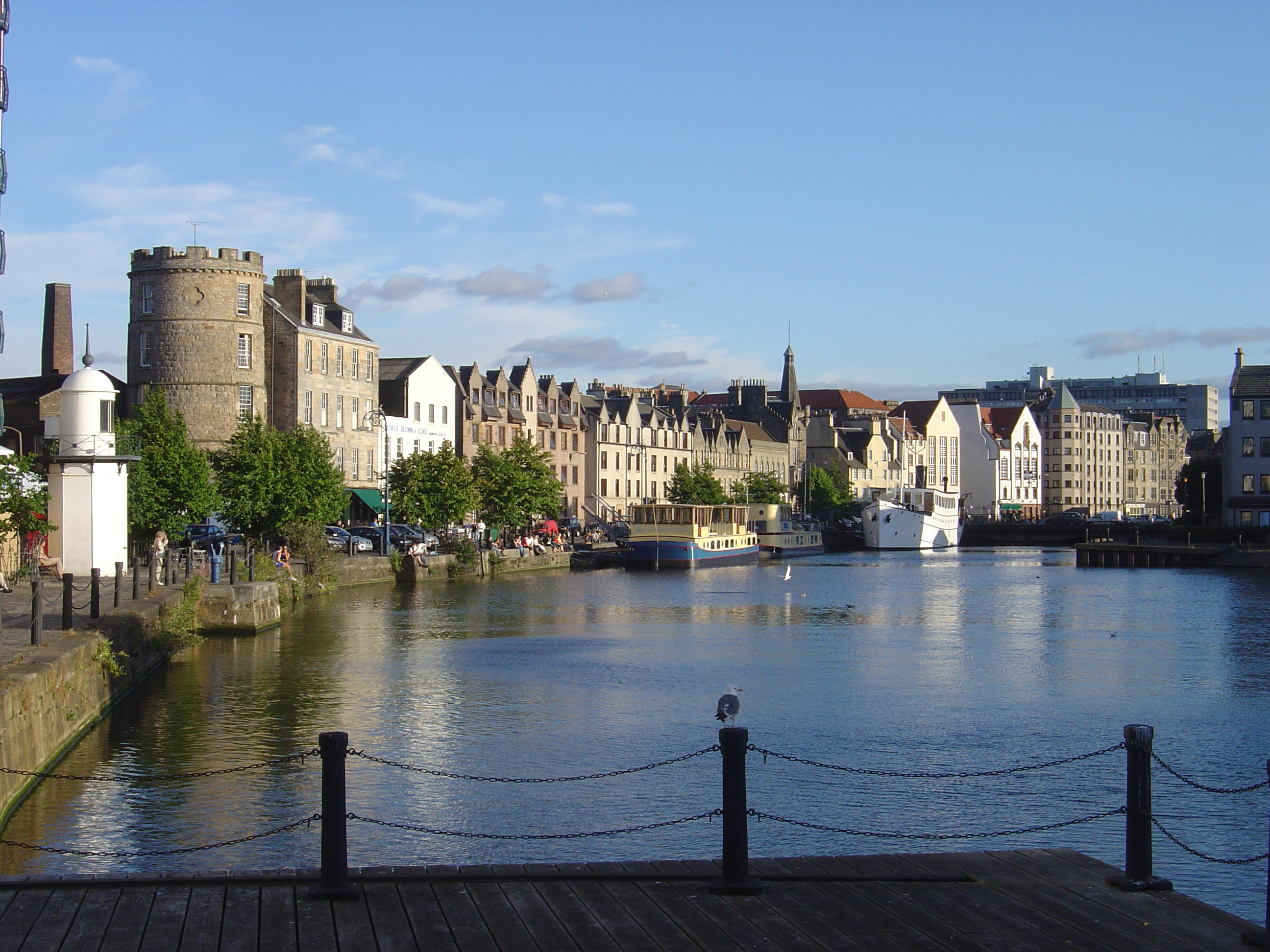
A Leith-folyó

Több mint 800 évvel ezelőtt már virágzó városka volt Leith, fejlődő kikötővel és halászati tevékenységgel. 1560-ban a francia és angol csapatok ostroma ezt a települést sem kímélte, ezért ezt követően városfallal védték meg. 1561-ben ebben a kikötőben lépett skót földre Stuart Mária is, hogy elfoglalja trónját. Közigazgatásilag 1920-ban csatolták Edinburgh-hoz, jelenleg is a város kikötője, és lakói a mai napig erősen őrzik önálló identitásukat. A dokkok hajdani épületei most gabonatárolóként üzemelnek, és mára a városrész felkapott lakó- és pihenőövezetté vált, amelyben a modern építmények mellett megtalálhatók a régi idők hangulatát idéző, restaurált, 15–17. századi épületek is. A város jelképe a Signal Tower, amelynek a helyén egykor szélmalom működött.
1998 óta itt horgonyoz a Britannia Yacht, mellyel 1956-ban II. Erzsébet királynő érkezett Edinburgh-ba, és a család ezt használta későbbi utazásai során is. Jelenleg Leith egyik fő attrakciója, mely látogatóinak számos emléket mutat be a királyi családról.
Leith-tel szomszédos település Newhaven, amely mára már összeépült vele. Egykor önálló kikötő volt, ma Edinburgh halászkikötője, melynek látványossága a nagy forgalmat bonyolító halpiac.

## Nevezetességek Edinburgh külterületén és környékén

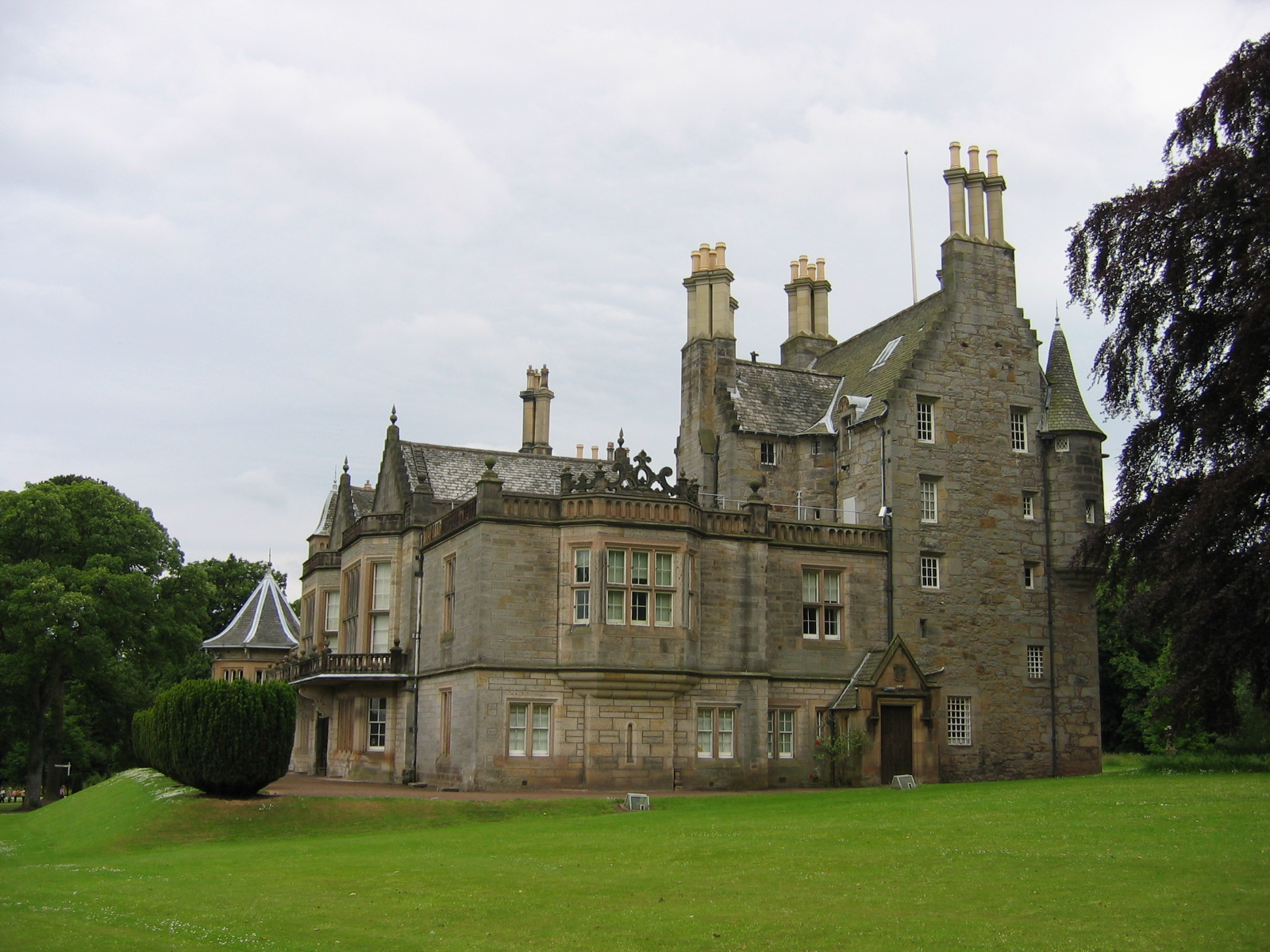
A Lauriston-kastély nyugati oldala

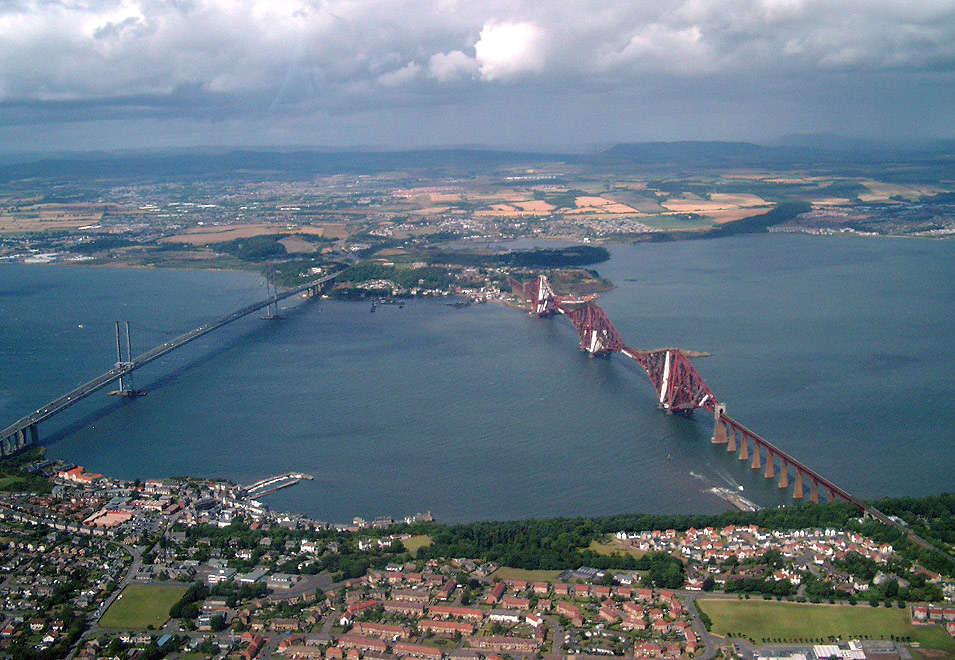
A Forth hídjai

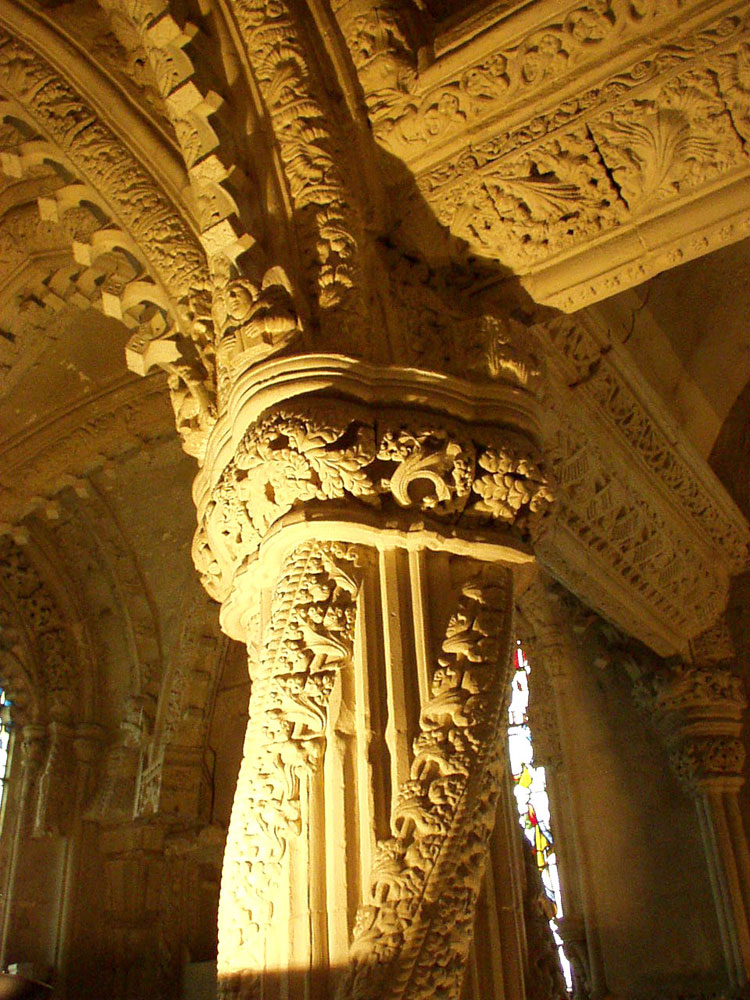
A Rosslyn-kápolna míves faragványai

- Edinburgh-i Állatkert (Edinburgh Zoo)

Az állatkertet az 1903-ban alapított Skócia Királyi Zoológiai Társasága hozta létre és nyitotta meg 1913 júliusában, a városközponttól 5 kilométerre, nyugatra. A mintegy 33 hektárnyi dombvidéken közel 1000 ritka és veszélyeztetett állat él. Itt található a világ legnagyobb állatkerti pingvinkolóniája is. A kert egyike Európa vezető kutatási, oktatási és természetvédelmi központjainak és Skócia második leglátogatottabb turista-látványossága, évi több mint 600 000 eladott belépőjeggyel.
- Lauriston-kastély (Lauriston Castle)

Az eredetileg 1590-ben, Sir Archibald Napier által építtetett tornyot 1700 körül jelentősen kibővítették, majd több neves személyiségnek is otthonául szolgált. 1926-ban a város tulajdonába került, azóta múzeumként működik. A látogatók ma is az eredeti Edward-korabeli belső berendezést láthatják: bútorokat, festményeket, kárpitokat, porcelánokat és egyéb dísztárgyakat. A kastély, melyet 13 hektáros park vesz körül, a város északnyugati peremén helyezkedik el, rálátással a Forth folyó torkolatára.
- Dalmeny-kastély (Dalmeny House)

A kastély Edinburgh központjától 10 kilométerre, északnyugatra található. 1817-ben, Tudor-gótikus stílusban épült Rosebery grófjának otthonaként, elsőként felélesztve e stílust Skóciában. Tervezője az angol William Wilkins. A kastély belső díszítése keveréke a kor (19. század eleje) divatos stílusának és a gótikus építészeti elemeknek (ólomüvegablak, legyezőboltozatos folyosók). Az épületben két gyűjtemény is megtekinthető, az egyik a tulajdonos Primrose-családé, a másik pedig a Rothschildoké. A gyűjtemények főbb darabjai 18. századi francia bútorok, porcelánok, festmények, többek között Gainsborough-tól, Reaburn-től. A Napóleon-szobában megtekinthető a császár néhány festménye, az általa használt bútorok és egyéb emléktárgyak. A kastély tulajdonosa, Rosebery hetedik grófja, 1979-ben nyitotta meg a kastélyt a nagyközönség előtt, és az Edinburgh-i Fesztivál programjaiban is szerepet kapott.
- A Forth hídjai (Forth Bridges)

A Forth hídjai elnevezés két különálló hidat takar, melyek a folyó torkolata felett ívelnek át Queensferryből a szemközti Fife-félszigetre. Az első (The Forth Bridge) egy 2,5 kilométer hosszú vasúti híd, amelyet 1883 és 1890 között Sir John Fowler és Sir Benjamin Baker tervei alapján építettek, évekig a világ leghosszabb hídjaként tartottak számon. A kor bravúros technikai megoldásaként ez volt az első öntöttvas szerkezetű híd. A második (The Forth Road Bridge) egy ezzel párhuzamos közúti függőhíd, melyet 1964-ben adtak át a forgalomnak.
- Rosslyn-kápolna (Rosslyn Chapel)

A kápolna Edinburgh-tól délre, a Pentland-hegység lábánál található. 1450-ben William St Clair Orkney harmadik hercege alapította családja számára. A kápolna szokatlan építészeti megoldásai és kifinomult fafaragványai századokon átívelő hatást gyakoroltak az építészekre. 1571-ben, a reformáció idején, az oltárt leromboltatták a családdal, de a többi része megmaradt. 1862-ben James Alexander, Rosslyn harmadik grófja a kápolnát helyreállíttatta, és több mint 200 év után újra miséztek benne. Az 1950-es években újabb helyreállítási és konzerválási munkákat végeztek az épületen, amelyeket az 1990-es évek második felében folytattak. A kápolna ismertsége és látogatóinak száma jelentősen megnőtt Dan Brown 2003-ban megjelent könyve, A da Vinci-kód által. 2007-ben a kápolna 7 millió angol fontot kapott, aminek segítségével befejezik a folyamatban lévő konzerválási munkálatokat, valamint alkalmassá teszik az épületet a megnövekedett látogatószám fogadására.

## Gazdaság

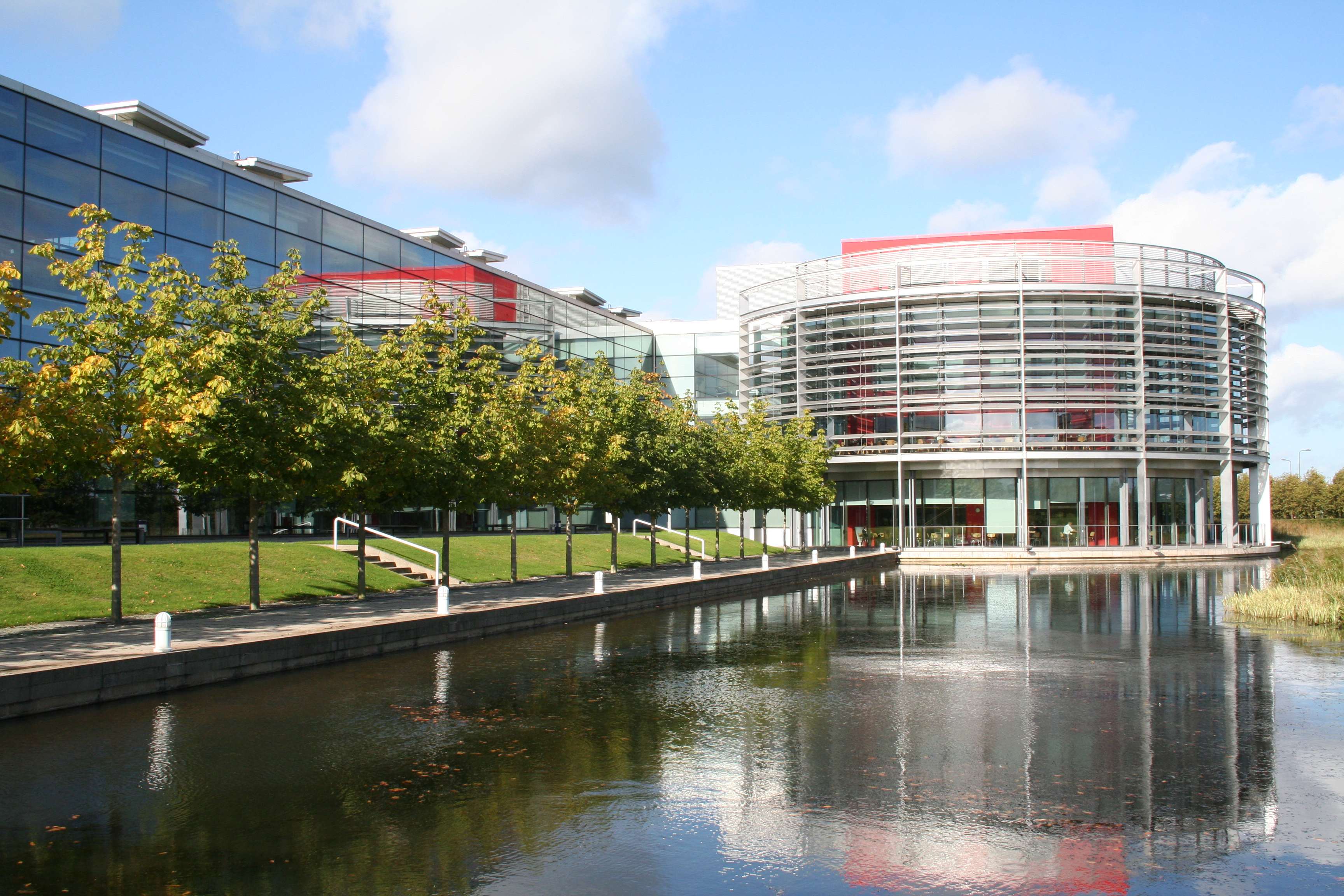
Az Edinburgh Park a város egyik irodakomplexuma

Edinburgh gazdasága a szolgáltatóiparra, azon belül is főleg a pénzügyi, üzleti szolgáltatásokra, valamint a turizmussal összefüggő kiskereskedelemre, szállodaiparra épül. A legnagyobb foglalkoztató a pénzügyi szektor (a munkahelyek 11,3%-át biztosítja), a turizmus (10,2%), valamint az úgynevezett „kreatív” iparág (6,8%), amely magába foglalja többek között a formatervezést, kézműipart, előadóművészetet, filmgyártást, médiát is.
A város Skóciában betöltött gazdasági jelentőségét mutatja az a tény, hogy amíg az ország lakosságának 9,1%-a él Edinburgh-ban, addig 2007-ben a munkahelyek 12,8%-át, a regisztrált vállalkozások 10,3%-át, a bruttó hozzáadott érték (GVA) 15,2%-át biztosította. A Cushman and Wakefield UK Cities Monitor 2008-as rangsora szerint Edinburgh az Egyesült Királyságon belül az első helyen áll életminőség tekintetében.
A 2009-es évben Edinburgh-ban 2,4%-os volt a munkanélküliség, szemben az országos átlaggal, amely ekkor 3,4% volt. 2007-ben a 16 éven felüliek 37%-át teljes munkaidőben (országos átlag 35%), 9%-át pedig részmunkaidőben foglalkoztatták (országos átlag 11%) és 6% egyéni vállalkozó volt.

2009-ben a mintegy 308 000 munkahelyből 20 400-at a Nemzeti Egészségügyi Szolgálat biztosított, a második legnagyobb munkáltató Edinburgh Városi tanácsa volt 19 400 fővel, ezt követte 9180 fő foglalkoztatottal a Skót Királyi Bankcsoport. Hasonló nagyságrendű munkaadó a Lloyds bankcsoport, valamint az Edinburgh-i Egyetem is. A kiskereskedelmi üzletláncok közül a legtöbb főt (1800) a Tesco alkalmazta.
A város több nemzetközi gazdasági díjat is nyert innováció, környezet, gazdaság témakörökben. Többek között 2010-ben Edinburgh lett az Egyesült Királyság legversenyképesebb városa a Walesi Egyetemi Intézet összeállítása alapján, valamint elnyerte a Financial Times a „Jövő legjobb kisvárosa” és a „Gazdasági lehetőségek kiváló helyszíne 2010/2011” díjait is.

## Turizmus
Edinburgh fő turisztikai vonzereje, a szinte egész évben folyamatosan zajló fesztiválok mellett, a világörökség részét képező Ó- és Újváros. London után a külföldi turisták második legkedveltebb városa az Egyesült Királyságban. Edinburgh több mint 13 alkalommal nyerte el „A legjobb város” (Best City) és a „Rövid pihenő” (Short Break) díjakat, továbbá a Guardian Observer Reader Travel díját 2010-ben. A The Telegraph olvasóinak a „Legjobb város az Egyesült Királyságban” elismerését 2005-ben már 10. alkalommal érdemelte ki.
2007-es adatok szerint az Edinburgh-ba látogató turisták száma 3,45 millió fő volt, ez a Skóciába utazó turisták 21,1%-a. Ezen belül 2,11 millió fő az Egyesült Királyságból érkezett, míg 1,34 milliónyian külföldről. Utóbbiak a Skóciába látogató turisták 48%-át teszik ki.
Edinburgh-ban a magáncélú turizmus mellett jelentős az üzleti turizmus is, hiszen a város az üzleti lehetőségek széles skáláját kínálja a befektetőknek, és mindehhez a megfelelő infrastruktúra is rendelkezésre áll. Ma már London után Edinburgh a legkedveltebb konferencia-helyszín az Egyesült Királyságban, amit a város kulturális és tudományos örökségének, továbbá jelenlegi eredményeinek is köszönhet. A modern konferencia-központok mellett helyszínül szolgálhat úgy a királyi Britannia jacht, mint az Edinburgh-i vár. Helyi konferenciaszervező cégek nyújtanak segítséget az események lebonyolításához. Az üzleti céllal érkezők közül sokan mint turisták térnek vissza később a városba.

## Oktatás
Egy 2007-es felmérés szerint Edinburgh lakosságának 61,7%-a rendelkezik valamilyen felsőfokú képesítéssel, míg ez a szám Skócia teljes lakosságának tekintetében csak 51,7%. A képesítéssel nem rendelkezők számát nézve is Edinburgh mutat kedvezőbb képet, itt ez a szám csak 7,2%, míg Skócia egészét tekintve 13,5%.

### Alap- és középfokú oktatás
2010-ben Edinburgh-ban 102 alapfokú (Primary) és 23 középfokú (Secondary) iskola működött állami tulajdonban. Ezeket egészítik ki a költségtérítéses magániskolák (Independent Schools). Ez utóbbin belül 11 olyan bentlakásos iskola is van, amely akár 3–5 éves kortól 16–18 éves korig biztosítja a növendékek számára a folyamatos oktatást. 2007-ben a tanulók 79,9%-a járt állami, és 20,1%-a magániskolába.

### Felsőfokú oktatás

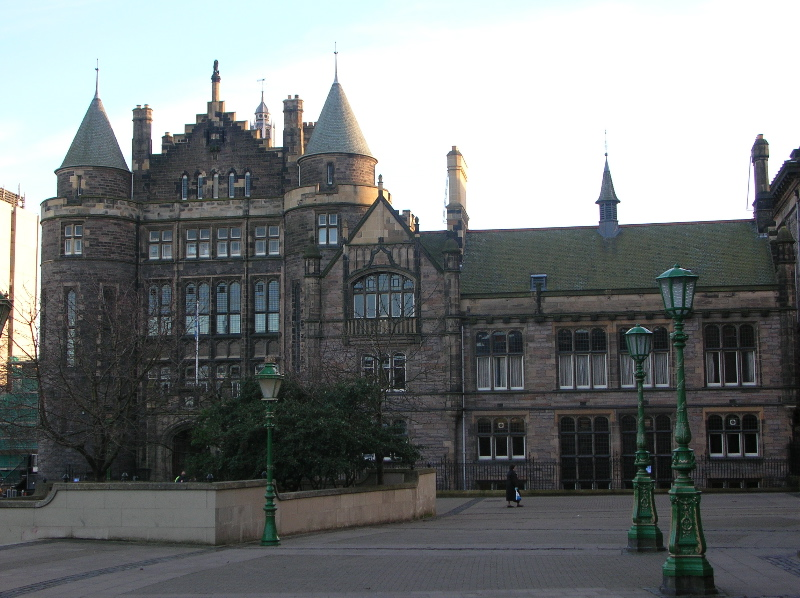
Az Edinburgh-i Egyetem egyik épülete

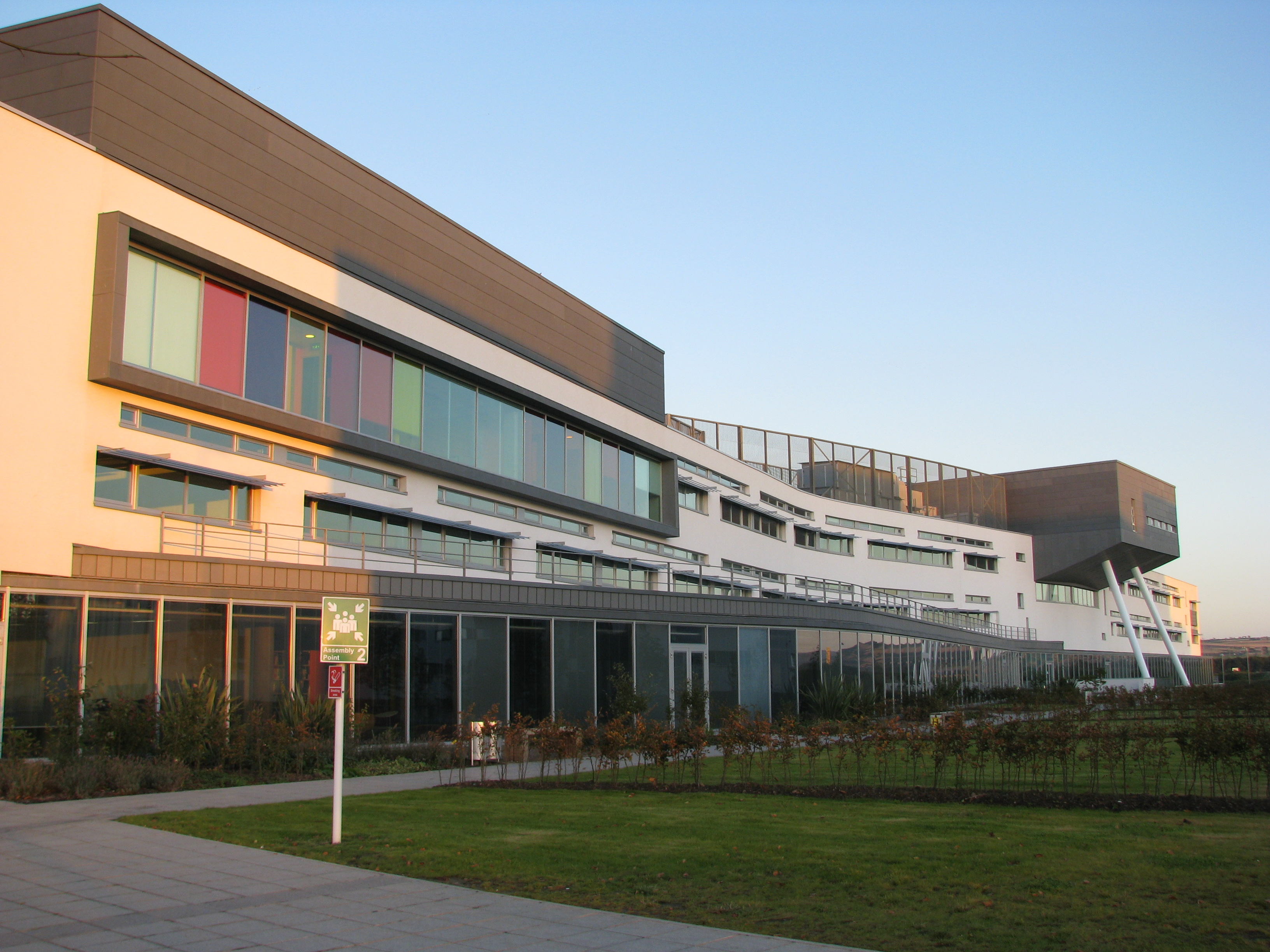
A Queen Margaret University egyik legújabb épülete

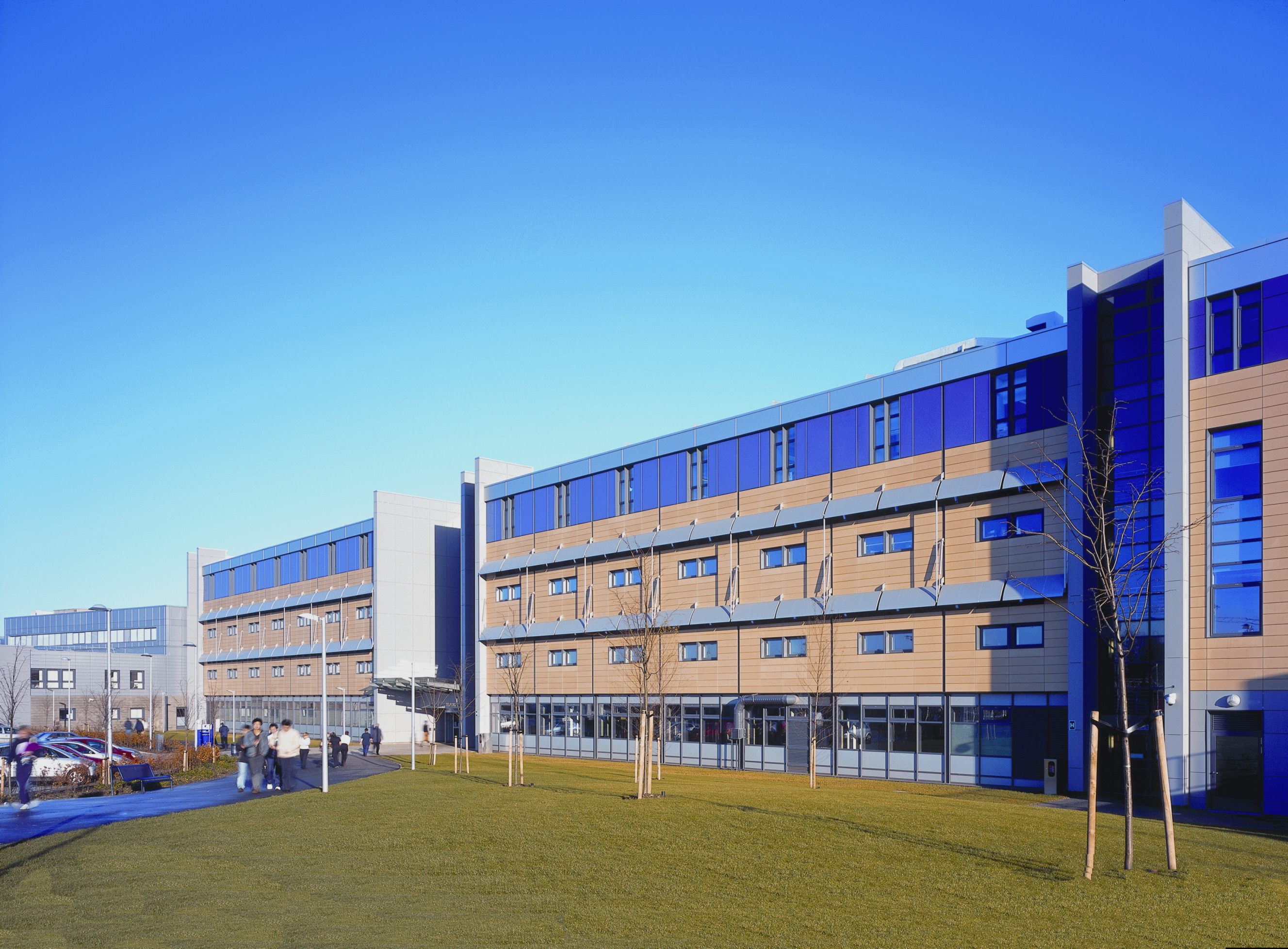
A Telford College

Edinburgh-nak négy egyeteme (University) és öt főiskolája (College) van. A skót diákokon kívül elsősorban Kínából (beleértve Hongkongot), az Egyesült Államokból és Indiából érkeznek fiatalok, hogy az itteni egyetemeken tanuljanak.
- Edinburgh-i Egyetem (University of Edinburgh)

Az Edinburgh-i Egyetemet I. Jakab alapította 1583-ban. A négy közül ez a legnagyobb egyetem, így például a 2007/2008-as tanévben 25 748 hallgatója volt. Legnagyobb számban a humán és társadalomtudományi szakokon tanulnak, de az egyetemnek van orvosi, állatorvosi és műszaki tudományos fakultása is. 2009-ben az egyetemek ranglistáján Skóciában a második, míg az Egyesült Királyság egészét tekintve a 18. helyet foglalta el.
- Edinburgh-i Napier Egyetem (Edinburgh Napier University)

Az egyetem eredetileg mint Napier Technical College (műszaki főiskola) nyitotta meg a kapuit 1964 augusztusában, majd 1966-ban felvette a Napier College of Science and Technology nevet. Az 1970-es évektől kezdve egyre több egyetemi fokozatot adó kurzust indított, végül 1992 júniusában hivatalosan is egyetemmé minősítették. Az intézménynek a 2007/2008-as tanévben összesen 12 238 hallgatója volt. Az eredetileg csak műszaki irányultságú intézményben ma már van egészség-, természet- és társadalomtudományi kar, valamint egyetemi szintű üzleti fakultás is. A 2009-es egyetemi ranglistán a skóciai intézmények között a 10., az Egyesült Királyságban pedig a 64. helyen végzett.
- Heriot-Watt Egyetem (Heriot-Watt University)

Az 1821-es alapítású egyetem ma az üzlet és az ipartudomány területén nyújt kiemelkedő színvonalú, korszerű oktatást. Érdekesség, hogy minden más egyetemnél korábban, már 1869-ben lehetővé tették a női hallgatók felvételét. Nemzetközi jellege is kiemelkedő, mivel az egyetemnek például Dubaiban is van egy kampusza, valamint 150 országban indítanak egyetemi fokozatot adó programokat. Az intézménynek Skóciában, a 2008/2009-es tanévben 6542 hallgatója volt; az egyetemek 2009-es ranglistáján belföldön a 8., az Egyesült Királyságban pedig a 47. helyet foglalta el.
- Margit Királynő Egyetem (Queen Margaret University)

Az 1875-ben alapított intézmény, hallgatói létszámát tekintve, a legkisebb a négy egyetem közül: a 2008/2009-es tanévben 5997 hallgatója volt. Az egyetem szellemiségét már alapításától fogva az életminőség javítása, és a közösség iránti elkötelezettség jellemzi. Az eredetileg főzőiskolaként, majd főiskolaként működő intézmény 2007-ben kapott egyetemi rangot. Kiemelkedő az egészség- és társadalomtudományi kara, ami üzleti és művészeti karokkal is kiegészült. A 2009-es egyetemi ranglistán Skóciában a 11., az Egyesült Királyságban pedig a 68. helyet foglalta el.
Az öt főiskola a következő:
- Edinburgh College of Art
- Jewel and Esk Valley College
- Scottish Agricultural College
- Stevenson College, Edinburgh
- Telford College

## Kultúra

### Fesztiválok és ünnepek

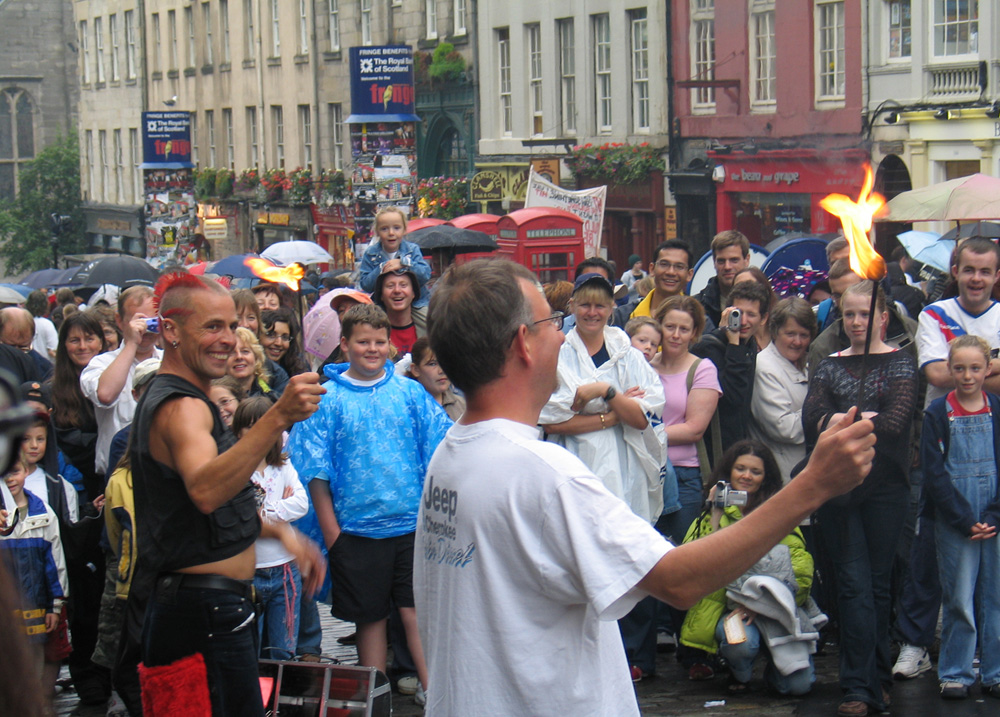
Utcai művészek a Fringe-n

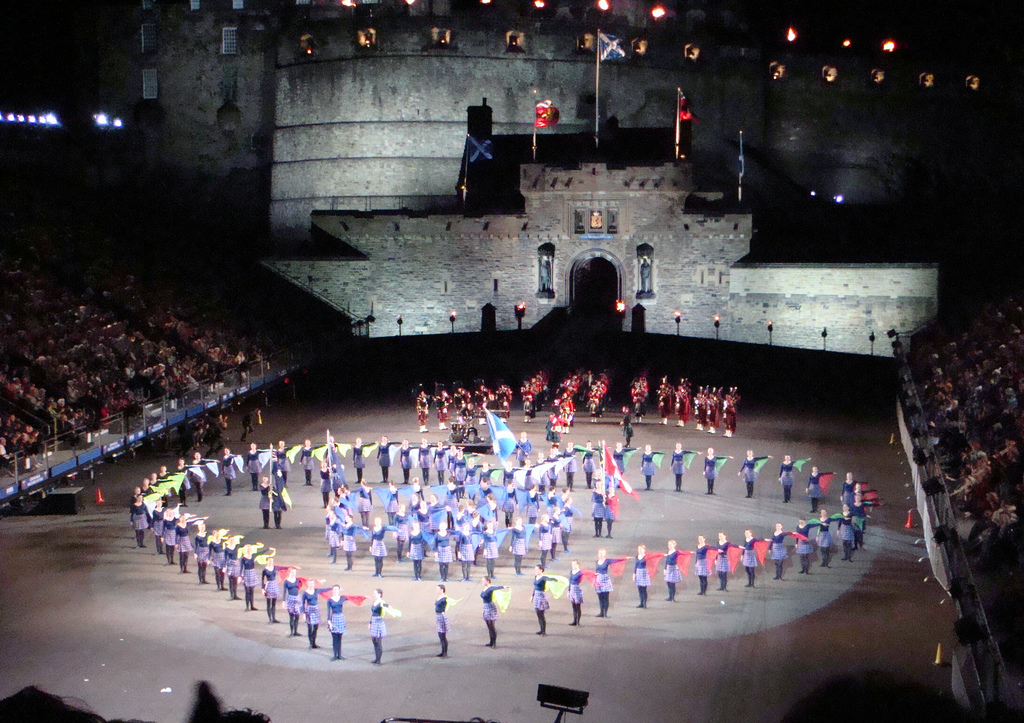
A Military Tattoo

Edinburgh-t a világ vezető fesztiválvárosai közé sorolják. Az egész évben zajló fesztiválok sokrétű szórakozást biztosítanak úgy a helybelieknek, mint a turistáknak. 2008-as adatok szerint az év során megtartott húsz fesztivál összes látogatóinak száma mintegy négymillió fő volt. A leglátogatottabb eseményeket augusztus hónapban rendezik meg, többek között az Edinburgh-i Fesztivál keretében, amely a különféle művészeti fesztiválok összefoglaló neve.
A legnépszerűbb augusztusi fesztiválok:
- Fringe (Edinburgh Festival Fringe): A Fringe a világ legnagyobb művészeti fesztiválja, amelyet 2011-ben már 65. alkalommal rendeznek meg. Nagyságát mutatja, hogy 2009-ben 265 helyszínen, összesen 34 265 előadást láthatott a közönség. Itt az előadóművészet minden válfaja felvonul, a színházi előadástól az utcazenéig, ahogy az előadók is a világ minden tájáról érkeznek. Az általában 3 hétig tartó fesztivál több sztár karrierjéhez biztosított ugródeszkát, többek között Hugh Laurie-nak, Jude Law-nak és Stephen Fry-nak is.[105]
- Edinburgh-i Művészeti Fesztivál (Edinburgh Art Festival): A mintegy öt héten át tartó művészeti fesztivál a modern és kortárs vizuális művészetek legnagyobb találkozója Skóciában. Első alkalommal 2004-ben rendezték meg, együttműködve a helyi művészekkel, galériákkal, múzeumokkal. Skót alkotókon kívül külföldi meghívottak is bemutatkoznak.[106]
- Edinburgh-i Nemzetközi Fesztivál (Edinburgh International Festival): A fesztivált 1947-ben rendezték meg először azzal a céllal, hogy a háború éveit követően elindítsák a városban a kulturális életet. Számtalan Skócián kívüli fesztiválnak szolgált példaképül. A Fringe-hez hasonlóan – amely ebből az eseményből fejlődött önálló fesztivállá – a világ minden táját képviselő fellépők csak meghívásra érkezhetnek, így biztosítják a szervezők a nemzetközileg is kiemelkedő színvonalat. Magába foglalja az előadó- és vizuális művészeteket, és a program gyakran épül egy-egy téma köré. Ilyen volt például 2009-ben a 18. századi skót felvilágosodás. A fesztivált minden évben egy zenés tűzijáték zárja.[107]
- Edinburgh-i Katonai Parádé[mj 13] (Edinburgh Military Tattoo): A sokszínű parádé 1950-ben csatlakozott a nemzetközi fesztiválhoz. Napjainkban a világ egyik legnagyobb nemzetközi katonai parádéinak színtere az Edinburgh-i vár és környéke. A skót hadsereg zenekarán kívül mintegy 40 ország képviselteti magát, kiegészülve táncosokkal, rezesbandákkal, mazsorettekkel, de még tevék, elefántok és rendőrkutyák is fellépnek a három hétig tartó eseménysorozaton.[108]
- Edinburgh-i Nemzetközi Könyvfesztivál (Edinburgh International Book Festival): Az 1983-ban indult nemzetközi könyvfesztivál (helyszíne az újvárosi Charlotte Square) gyors léptekben fejlődött és vált a világ legnagyobb ilyen jellegű rendezvényévé. Míg az első évben 30 író–olvasó találkozó szerepelt a programban, 2010-ben már 700 találkozón vehettek részt az ide látogatók. Itt a hazai és nemzetközi szerzők szabadon cserélhetik ki gondolataikat olvasóikkal. Ehhez hasonlóan szerveznek gyermekprogramot is, ahol a mesélők, illusztrátorok találkozhatnak az ifjú olvasókkal. Kiemelkedő a fesztivál saját szervezésű könyvvására is.[109]

Ezeken az eseményeken megtelik a Royal Mile és környéke. Fentieken kívül még számos témában rendeznek fesztiválokat, így például filmes, zenei, tudományos, de még politikai fesztiválokat is.
Népszerű az év végén megtartott két ünnepség, az egyik a november végétől január elejéig tartó Edinburgh-i karácsony, a másik a Hogmanay, azaz a szilveszteri, újévi ünnepség. Az előbbi egy színes karácsonyi forgatag utcai árusokkal, parádéval és korcsolyázási lehetőséggel az Egyesült Királyság legnagyobb szabadtéri jégpályáján. A négynapos Hogmanay a világ legnagyobb újévi ünnepségsorozata, koncertekkel, színházi előadásokkal és a híres utcabállal.

### Képzőművészet
A turisták által leginkább látogatott helyeken (Nemzeti, Modern művészetek, illetve a Dean-galéria) kívül még több lehetőség is nyílik a városban a skót, illetve nemzetközi képzőművészeti alkotások megtekintésére. Ezek közül kiemelt a városi tanács kezelésében működő City Art Centre, Edinburgh fő galériája, amely a skót művészet egyik legjobb válogatását nyújtja. Ezen kívül helyt ad fotóművészeti, formatervezési, építészeti és kortárs művészeti kiállításoknak is. A Fruitmarket Gallery egy jótékonysági szervezethez tartozik, és célja a kortárs művészetek felkarolása és bemutatása. A nagy galériákon kívül, szerte a városban, kisebbek kínálnak megvételre képző- és iparművészeti alkotásokat, antikvitásokat.

### Irodalom

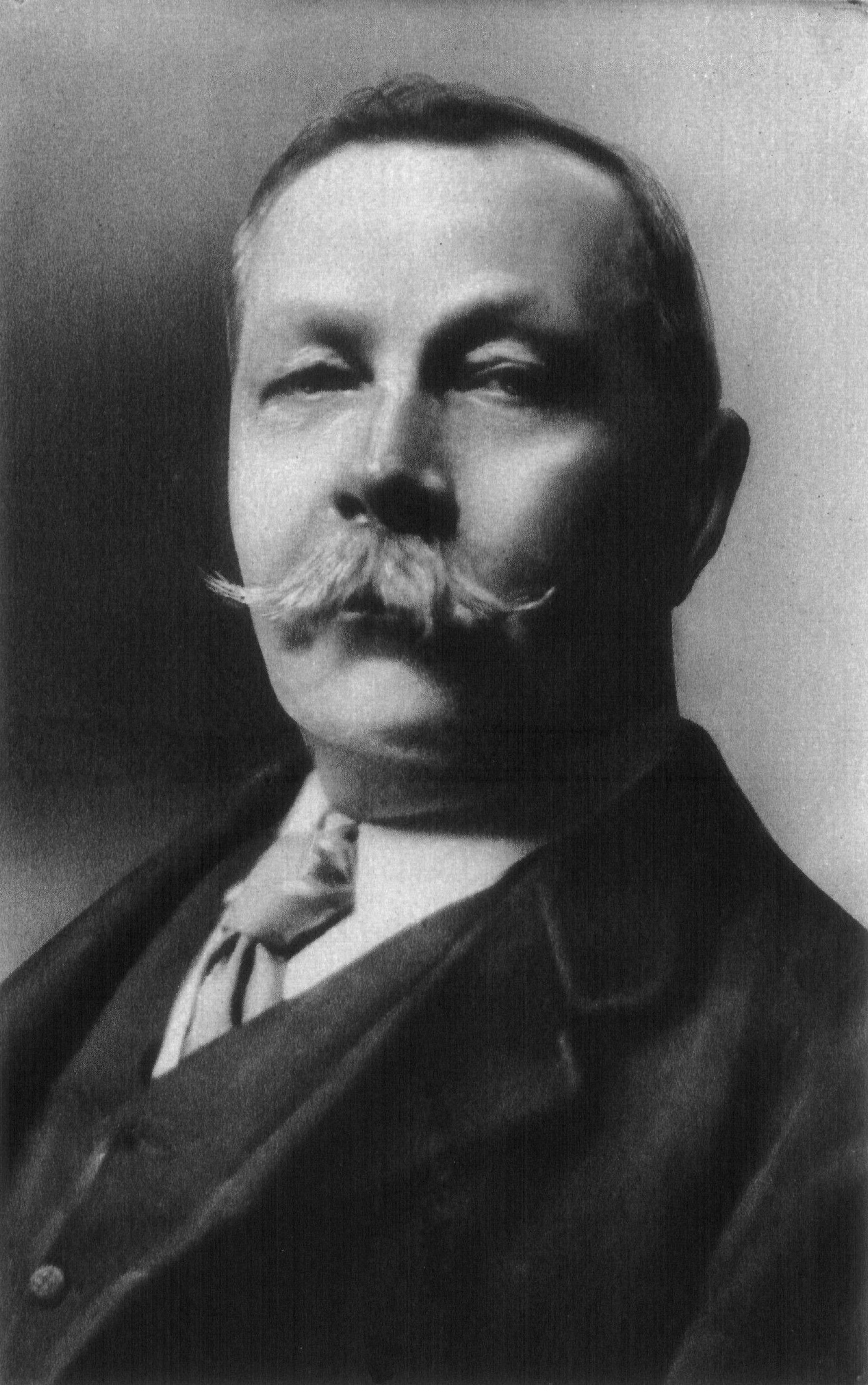
Sir Arthur Conan Doyle

### Zene, színház és film

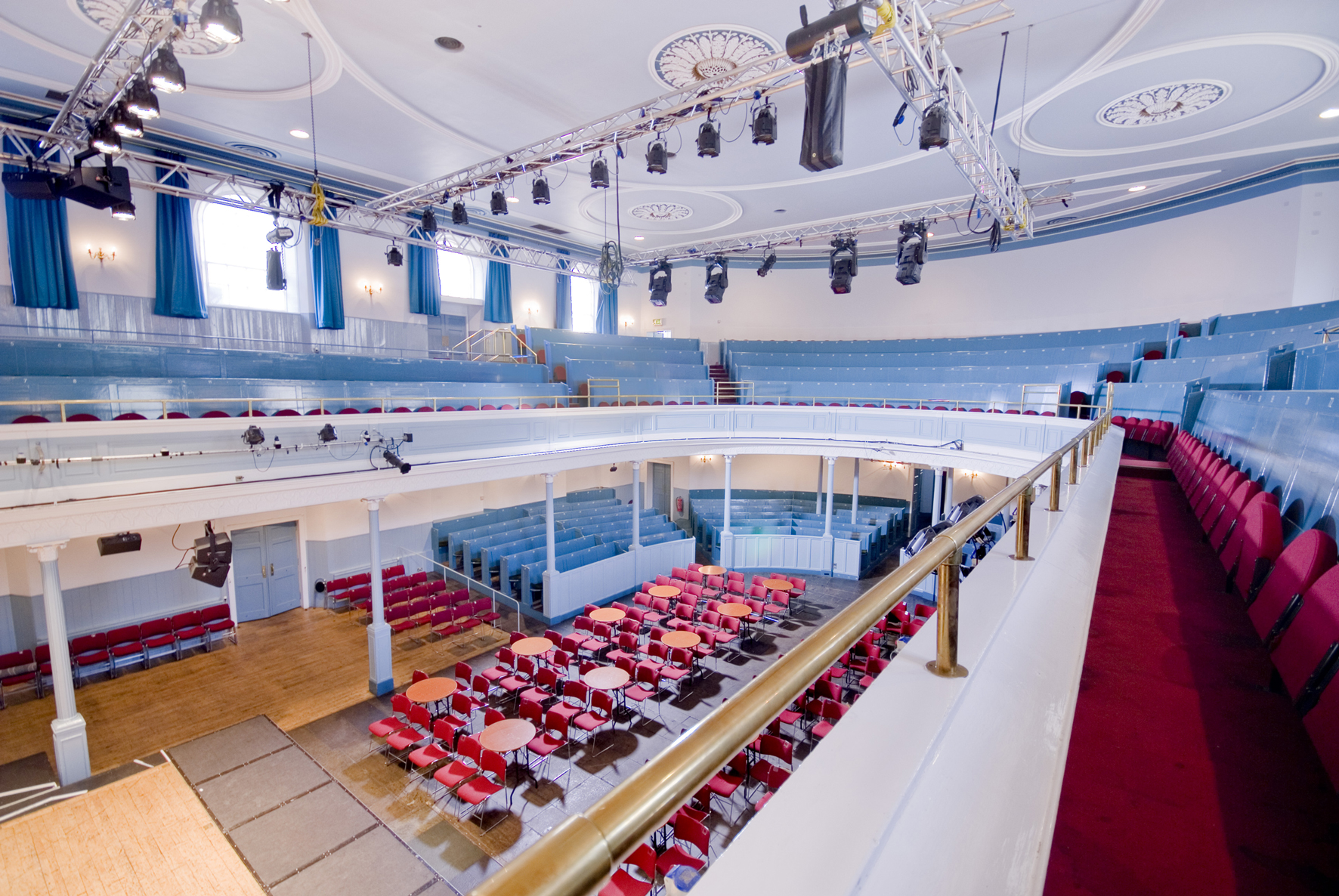
A Queen's Hall (Fotó:Alastair Wight)

Edinburgh a nemzetközi zenei, színházi és képzőművészeti élet vérkeringésébe a különféle művészeti fesztiválokon keresztül kapcsolódik, azonban a városban a fesztiválokon kívül is számtalan lehetőség adódik a kulturális jellegű szórakozásra.
A Usher Hallt 1896-ban pénzadományból hoztak létre, ez ma a világ egyik legkiválóbb hangversenyterme, ahol a hazai és nemzetközi előadók minden műfajt képviselnek. 1947 óta a nemzetközi fesztivál egyik kiemelt helyszíne.
A Fesztivál Színház egész évben helyet biztosít a különböző vendégtársulatok opera-, balett- és táncelőadásainak. A Queen's Hallt elsősorban a kortárs zene kedvelői látogatják, egyik helyszíne a nyári Fringe és az Edinburgh-i Jazz és Blues Fesztiválnak, valamint a Skót Kamarazenekarnak is ez az intézmény ad otthont.
A városban található színházak közül kiemelkedik a 3000 fő befogadására képes Edinburgh-i Színház (The Edinburgh Playhouse), amely az Egyesült Királyság egyik legnagyobb teátruma. A Traverse és a Royal Lyceum színházak műsorán elsősorban kortárs írók darabjai szerepelnek, míg a King's az amatőr társulatok támogatója, és pantomim műsorairól nevezetes.
Minden évben megrendezik a Edinburgh-i Nemzetközi Filmfesztivált, ahová szakmai, üzleti eszmecserére sereglenek össze a világ filmiparának képviselői. 1947-ben, az Edinburgh-i Fesztivál keretében ez volt a világ első nemzetközi filmfesztiválja. Az esemény alatt filmek sokaságát mutatják be, közöttük több díjat is kiosztanak.
Edinburgh-ban mindenki megtalálhatja a kedvére való filmszínházat. Az Odeon Cinema a West Endben az elegánsabb környezetet kedvelő, felnőtt közönséget célozza meg. Nem messze tőle a Filmhouse, ami a filmfesztiválnak is otthont ad, főleg művészfilmeket tűz műsorára, ugyanúgy, mint a déli városrészben található Cameo Cinema. Az UGC Cinema, szintén a West Endben, igazi multiplex mozija a fiataloknak. A Vue Cinema az East Endben valódi luxuskörülményeket kínál bőr foteljaival és a felszolgáló személyzettel.

### Legendák, boszorkányok, rejtélyek

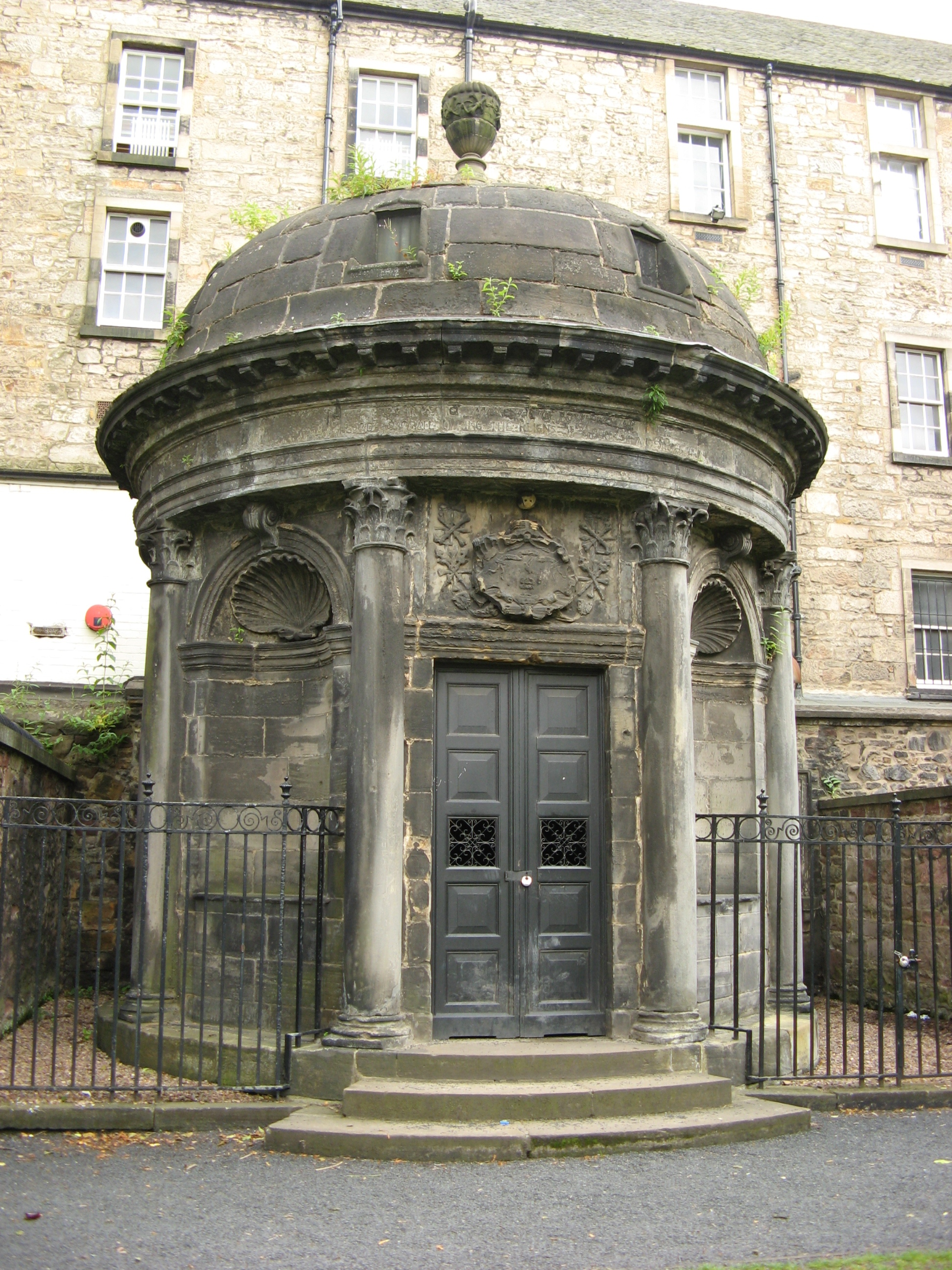
Mackenzie mauzóleuma a Greyfriars Kirkyardban (James Smith, 1691.)

Edinburgh-nak megvannak a saját legendái, rejtélyei, kísértethistóriái. Ezek hozzátartoznak a város szellemiségéhez.
- A Scone-i kő (Stone of Destiny, a Végzet köve) Skócia koronázási köve, amely a ceremónia alatt ülőhelyként szolgált a skót uralkodók számára. A kő eredetileg a 9. században került skót földre, mint Jákob feltételezett párnája, majd 1292-ben, az utolsó skóciai koronázást követően I. Eduárd angol király eltulajdonította és a Westminster apátságba vitte. Bár a követ 1950-ben skót nacionalisták visszalopták, de hamarosan visszaszolgáltatták Angliának. Több eredetvizsgálat után, 1996. november 30-án, ünnepélyes külsőségek között, hivatalosan is visszakerült Skóciába, ahol az Edinburgh-i vár Korona-szobájában helyezték el.[122]
- A Witches' Well (Boszorkányok kútja) a Royal Mile végén található, szemben a várral. A 16. században kiterjedt boszorkányüldözés folyt szerte Európában. Bármilyen apró ürügy alapul szolgált a kínzásra, és a vádlottat, miután beismerte boszorkány mivoltát, máglyára küldték. Skócia élen járt az inkvizíciós üldözésekben, amelynek több mint 3000 nő esett áldozatul az országban. Csak Edinburgh-ban mintegy háromszázan haltak máglyahalált. A kút az áldozatoknak állít emléket a kivégzésük helyszínén.[123]
- Sir George Mackenzie a 17. század 80-as éveiben Skócia főügyésze volt, és nem véletlenül kapta a Véres Mackenzie gúnynevet. 1691-es halálakor a Greyfriars templom sírkertjében (Greyfriars Kirkyard) temették el, amely annak a börtönnek a tőszomszédságában található, ahol az általa megvádolt politikai foglyokat tartották. Síremléke, a Fekete mauzóleum is ott áll. Az évszázadok során a sírkertben számos kísértetet véltek látni, míg a 20. század végén Mackanzie szelleme, (Mackenzie Poltergeist) is felbukkant. 1998-ban egy részeg hajléktalan szentségtelenítette meg a sírt, és Mackenzie lelke azóta is ott bolyong. A sírkert és a mauzóleum egyben turistalátványosság is. Több száz látogató számolt be furcsa érzetekről, egy láthatatlan jelenlétéről, sőt, még fizikai támadásokról is. A „bűnöst” egy kopogó szellemmel azonosították, de az nem nyert bizonyosságot, hogy valóban maga Mackenzie lenne a földöntúli jelenségek mögött. Végül az edinburgh-i tanács bezáratta a mauzóleumot és a börtönt is, azóta ezek csak szervezetten látogathatók.[124]

## Közlekedés

### Távolsági közlekedés

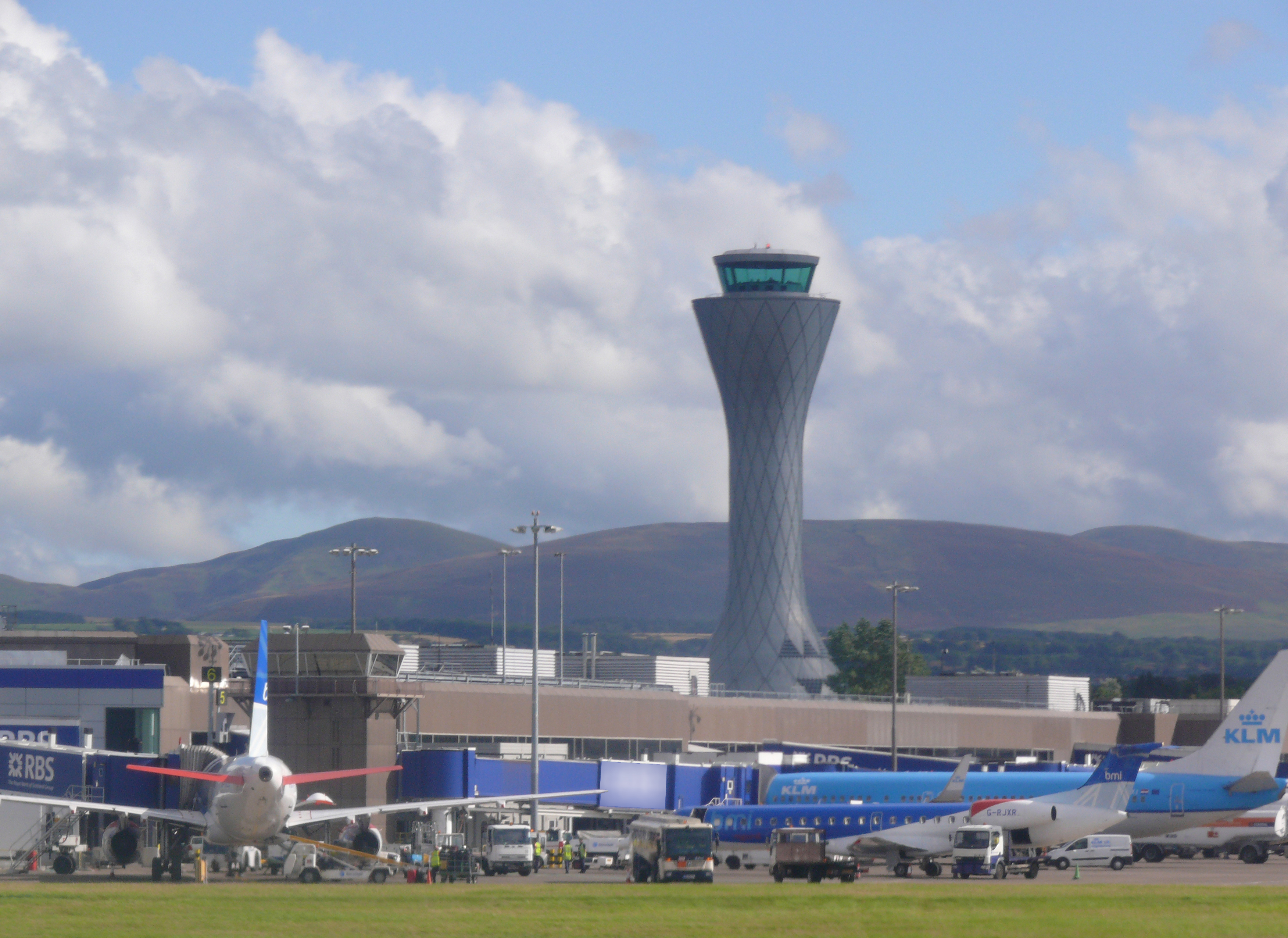
Edinburgh nemzetközi repülőtere

- Az edinburgh-i nemzetközi repülőtér számos közvetlen járatot fogad Európából, Afrikából, a Közel-Keletről és Ázsiából. A reptér forgalma 1996 és 2008 között csaknem megháromszorozódott, 2008-ban mintegy 9 millió utas fordult meg itt.[125] A város Londontól 1 órányi repülőútra van, az érkező utasokat reptéri buszjárat szállítja be a városközpontba.
- Az InterCity járatokkal gyorsan és kényelmesen lehet ideutazni. A londoni Kings Cross vasútállomásról óránként legalább egy járat indul, az út a Waverley állomásig 4,5 óra. A város másik nagy pályaudvara a Haymarket.
- Távolsági buszt is igénybe lehet venni, az út a londoni Victoria pályaudvarról az edinburgh-i St. Andrews Square-ig 8 óra, mivel London és Edinburgh között nincs közvetlen autópálya-csatlakozás, így arról letérve, autóúton lehet a várost megközelíteni.[126]

### Helyi közlekedés
Edinburgh közösségi közlekedését több, különálló társaság biztosítja, ezek tevékenységét egy szervezet, az Edinburgh Community Transport Operators Group koordinálja. A fő közlekedési eszköz a busz, ennek kiterjedt hálózata van úgy a városon belül, mint az agglomerációban és a városban újra van villamosvonal is, amely 2014. május 31-én nyílt meg a York Place és a Repülőtér között. A 14 km hosszú vonalon reggel 05:00 és 23:00 óra között napközben 7, azon kívül 10 percenként közlekednek a szerelvények a hét minden napján. A menetidő a repülőtérig általában 36 perc. A városban 1871 és 1956 között kiterjedt, 76 km hosszú villamoshálózat már működött. A városközpont tehermentesítése érdekében hat P+R parkolót alakítottak ki a belváros peremén, ahonnan csatlakozó buszjáratokat lehet igénybe venni, de számos kerékpárút is található a városban és környékén.

### Buszok
A városban közlekedő valamennyi autóbuszon egy ajtón történik a le- és felszállás, emiatt sokszor lassú az utascsere. A járműveken ingyenes, gyors WiFi is rendelkezésre áll. A buszok általában 04:30 és éjfél között közlekednek 10-20 percenként, azonban a fonódó hálózat miatt a város legnagyobb részén a közös követési idő ennél jóval sűrűbb.

#### Buszvonalak számozása
- 1 – 69: helyi járatok Edinburgh közigazgatási területén amelyeket a Lothian Buses üzemeltet (fehér-bordó buszok)
- 1xx, X24, X5: agglomerációs járatok az EastCoastBuses üzemeltetésében (zöld buszok)
- X12 – X47: gyorsjáratok Edinburgh közigazgatási területén amelyeket a Lothian Buses üzemeltet (fehér-bordó buszok)
- N3 – N44: éjszakai járatok
- Airlink 100 : a Városközpont (Waverley Bridge) és a Repülőtér között közlekedik a hét minden napján éjjel-nappal, 04:30 és éjfél között 10, éjjel 30 percenként (kék-fehér buszok)
- Skylink 200: Ocean Terminal és a Repülőtér között közlekedik a hét minden napján általában 04:00 és éjfél között 30 percenként (kék-fehér buszok)

#### Viteldíj
Jegyeket buszokon a járművezetőnél, villamoson az ott szolgálatot teljesítő ellenőrnél, illetve a villamos megállóiban elhelyezett automatákból lehet venni. Az automata csak érmét és bankkártyát fogad el. Az egy utazásra érvényes vonaljegy £1.60, a napijegy £4. A viteldíjat a buszokon elhelyezett perselybe kell bedobni, a járművezető nem ad vissza, így a pontos összeget kell bedobni. A megváltott jegyeket minden felszálláskor be kell mutatni a járművezetőnek.
Az Edinburgh-i repülőtér külön zóna, így oda a vonaljegy és a napijegy nem érvényes a villamoson, valamint a 100-as és a 200-as autóbuszon, de használhatóak a 35-ös járaton. A repülőtéri viteldíj az utolsó megállótól £4.50 egy útra.

## Egészségügy
Már a 16. század folyamán voltak törekvések az ápolás és az orvosi hivatás szabályozására, a szervezett egészségügyi ellátás gyökerei pedig egészen a 17. századig nyúlnak vissza. A Királyi Orvosi Főiskolát 1681-ben, a sebészetit 1778-ban alapították. Az Edinburgh-i egyetem orvosi fakultásának fejlődése, amely a 18. század első felében európai hírűvé tette az itt folyó orvosi kutatásokat, nagyot lendített az egészségügyi ellátás színvonalán és szervezettségén. Az első kórházak egyben oktatókórházként is szolgáltak, ilyen a ma is működő, jó nevű Királyi Kórház (Royal Infirmary of Edinburgh), a Nyugati Általános Kórház (Western General Hospital), vagy az Edinburgh-i Királyi Kórház (Royal Edinburgh Hospital).
Edinburgh és környéke egészségügyi ellátását a Lothiani Nemzeti Egészségügyi Szolgálat (National Health Service Lothian) biztosítja. A szolgálathoz Edinburgh területén 17 kórház, illetve egyetemi klinika tartozik. Ezek közül a sürgősségi ellátást két intézmény biztosítja. A gyermekeket az 1860-ban alapított „Királyi kórház a beteg gyermekek számára” (Royal Hospital for Sick Children) fogadja, míg a felnőttek ellátását a Királyi Kórház (Royal Infirmary of Edinburgh) végzi. Ez utóbbi egyben sürgősségi oktatókórház is, amit eredetileg 1729-ben alapítottak. 2003-ban a kórházat a régi viktoriánus épületekből egy 190 millió angol fontból felépített, modern edinburgh-i épületbe költöztették. Itt található Skócia legnagyobb szülészeti osztálya is.
A kórházak között több, speciális területre szakosodott intézmény is fogadja a betegeket. Az Astley Ainslie Kórház rehabilitációs szakkórház; a Calareidh fogyatékkal élő gyermekek ápolását biztosítja; a Leithi Közösségi Gyógykezelési Központ (Leith Community Treatment Centre) az országban elsőként csak ambuláns és nappali kórházi ellátást nyújt, azt viszont számos szakterületen; az 1813-ban megnyílt Edinburgh-i Királyi Kórház pszichiátriai és mentálhigiénés ellátást biztosít; a Nyugati Általános Kórház onkológiai, klinikai neurológiai és regionális fertőző osztályokkal rendelkezik.

## Sport

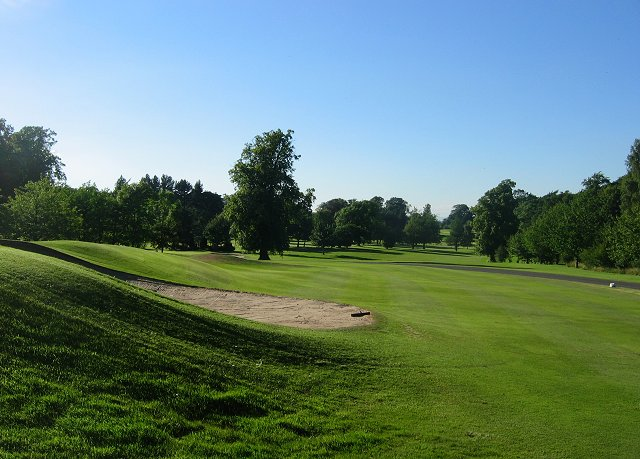
A Ratho Park golfklub

Edinburgh-ban számos sportolási lehetőséget találnak az itt élők. Az amatőr sportklubok közös szervezete a Club Sport Edinburgh, amely sokrétű támogatást nyújt a 127 csatlakozott klubnak, amik 50 sportágban kínálnak mozgási lehetőséget. A városi tanács saját alapítású társasága az Edinburgh Leisure (Edinburgh-i Szabadidő), amely 1998 óta számos sportlétesítményt működtet, és programokat szervez minden korosztály számára.
Kedvelt a golf, a krikett, a rögbi és a futball, ezekből a sportágakból a városnak profi csapatai is vannak. Két labdarúgócsapat, a Hearts FC és a Hibernian FC is az első osztályban játszik, míg a városi futballklub a kelet-skóciai liga tagja. A városban több golfpálya is található, ebből hat nyilvános a városi tanács kezelésében van. A mortonhalli golfpálya 1892 óta működik, így ez a legrégebbi, ma is működő pálya Edinburgh-ban, a skóciai klubok között is a rangsor elején foglal helyet. Edinburgh két nagy krikettklubja az Edinburgh Academicals CC és a The Grange CC, amely egyike Skócia első osztályú klubjainak. A város profi rögbicsapata az Edinburgh Rugby Club. Az 1857-ben alapított Edinburgh Acadamical FC (röviden Accies) Skócia legrégibb, a világ második legrégibb rögbiklubja.

## Közbiztonság
Edinburgh, összehasonlítva Skócia más nagyvárosaival (Aberdeen, Dundee, Glasgow), az 1998 és 2008 évek közötti időszakban összességében jobb mutatókkal rendelkezett a közbiztonság területén, mint a többi. Ugyanakkor Skócia egészét tekintve az eredmények kevésbé kedvezőek. A 2007/2008. évi időszakban, a 10 000 főre vetített, jegyzőkönyvezett bűnesetek száma 963 volt, ami magasabb a skóciai 749-es átlagnál, de alacsonyabb, mint Glasgow-ban (1195) vagy Aberdeenben (1047). Különösen alacsony a szemérem elleni bűnesetek száma, ez 10 000 emberre vetítve Edinburgh-ban csak 13, míg Glasgow-ban 21, Aberdeenben 25 volt. Ugyanakkor például csalás, gyújtogatás és vandalizmus bűntettekben már Edinburgh is hasonló mutatókkal rendelkezik, mint az említett nagyvárosok.
Mivel helyben nincs saját rendőri állomány, a közbiztonsági feladatokat Lothian régió egysége látja el. A sok fesztivál és közösségi rendezvény miatt kiemelt hangsúlyt kap ezek biztosítása, és ebben jelentős szerepet vállal a városi tanács.

## Híres lakosai
A város szülötte:

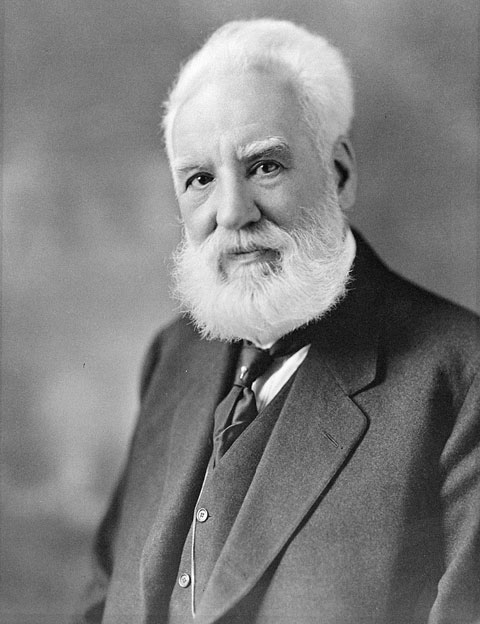
Alexander Graham Bell

- David Hume (1711–1776) filozófus és történész
- James Hutton (1726–1797) geológus
- Walter Scott (1771–1832) író
- James Clerk Maxwell (1831–1879) skót fizikus
- Alexander Graham Bell (1847–1922) mérnök, feltaláló
- Robert Louis Stevenson (1850–1894) író
- Sir Arthur Conan Doyle (1859–1930) író
- Muriel Spark (1918–2006) író
- Sir Sean Connery (1930–2020) színész
- Ian Wilmut (1944–) orvosprofesszor
- Tony Blair (1953–), az Egyesült Királyság miniszterelnöke
- Shirley Manson (1966–), a Garbage énekesnője
- Claire Emslie (1994–), labdarúgó

Itt élt és alkotott:
- John Napier (1550–1617) matematikus
- Adam Smith (1723–1790) közgazdász
- James Young Simpson (1811–1870) szülészorvos

## Testvérvárosai és partnervárosai
- München, Németország (1954)
- Nizza, Franciaország (1958)
- Firenze, Olaszország (1964)
- Dunedin, Új-Zéland (1974)
- Vancouver, Kanada (1977)
- Kijev, Ukrajna (1989)
- Aalborg, Dánia (1991)
- San Diego, Amerikai Egyesült Államok (1977)
- Xi’an, Kína (1985)
- Krakkó, Lengyelország (1995)[141]

## Edinburgh régi illusztrációkon

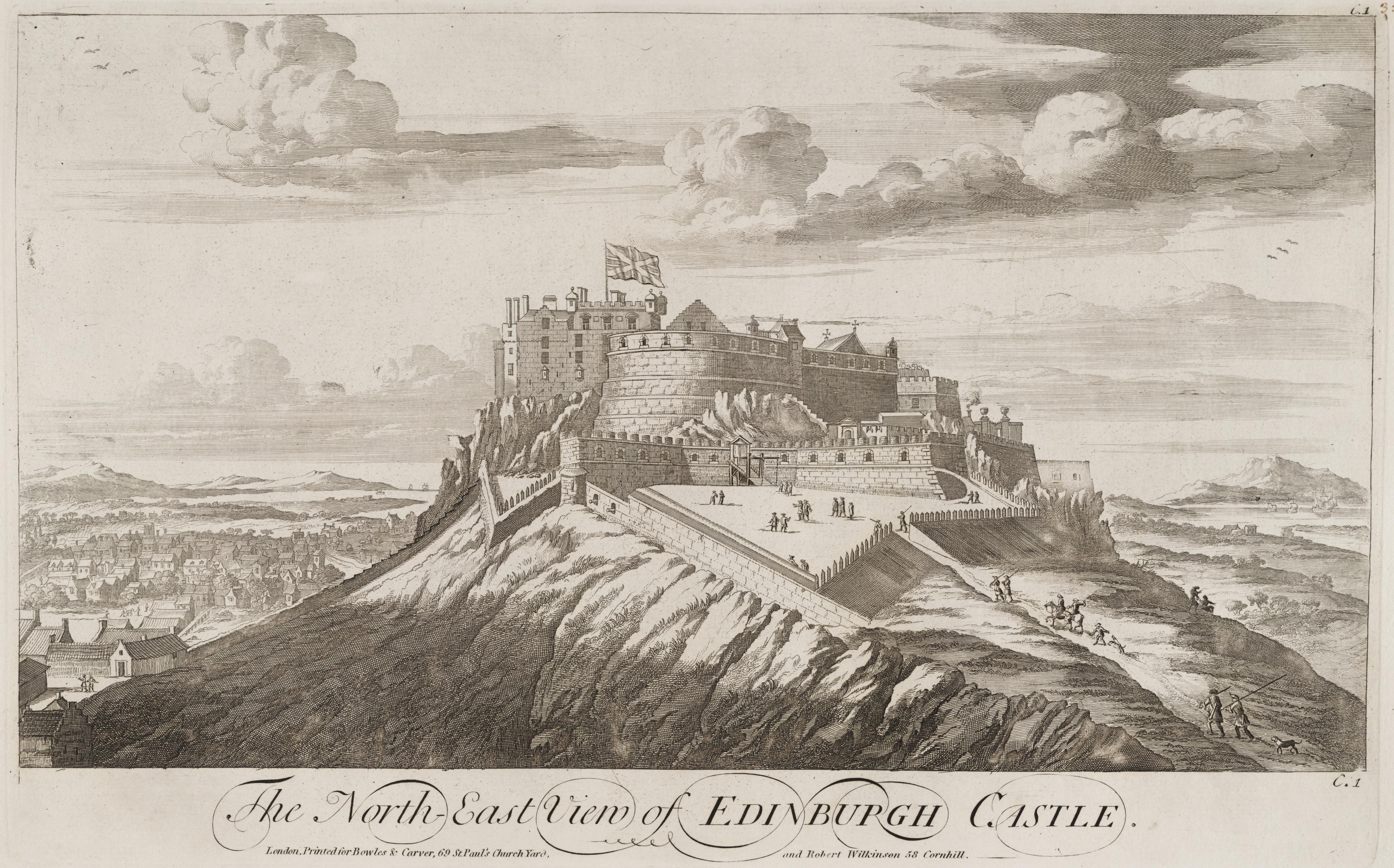
Az Edinburgh-i vár 1675-ből
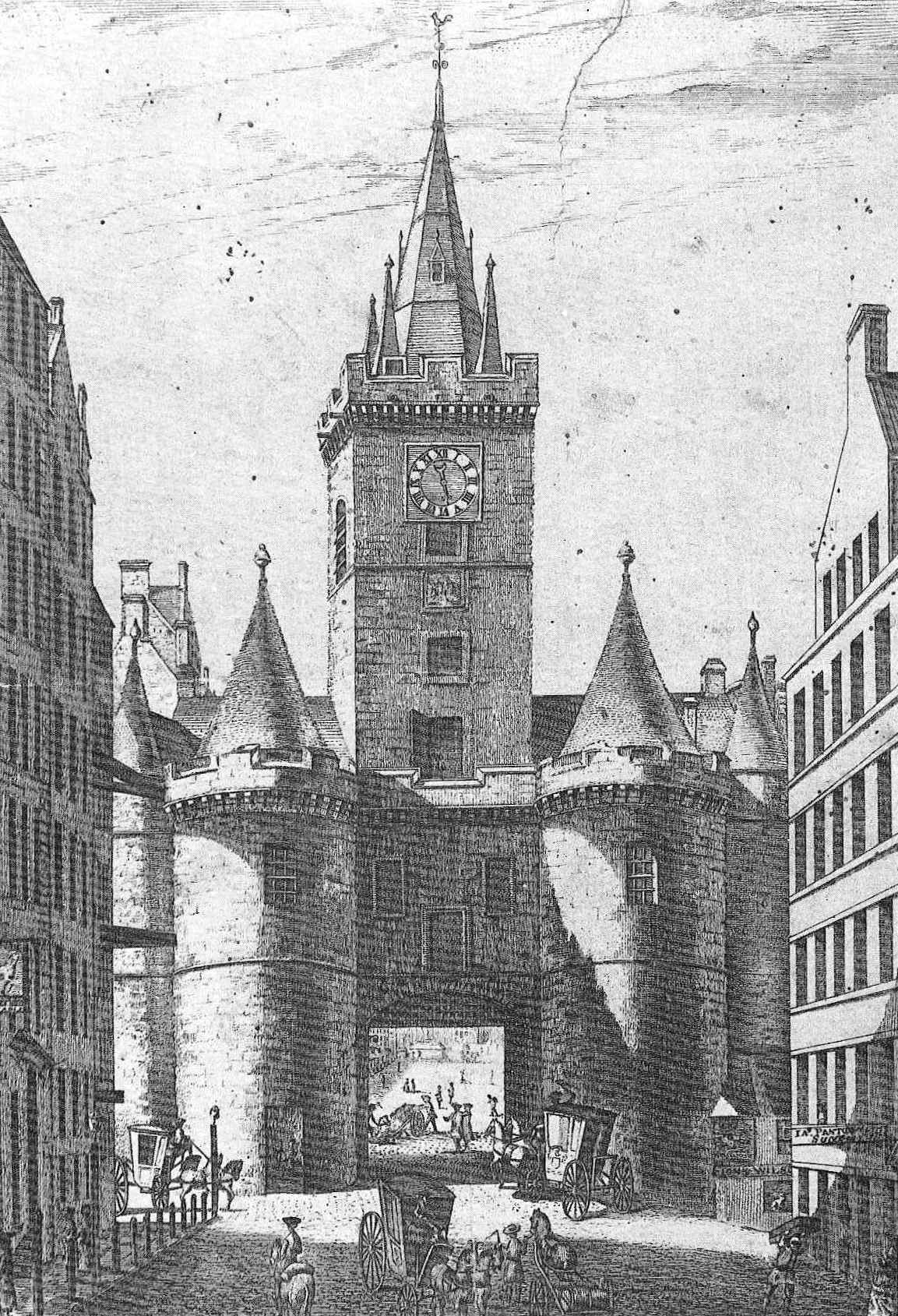
A Netherbow, Edinburgh 1764-ben megsemmisült főkapuja
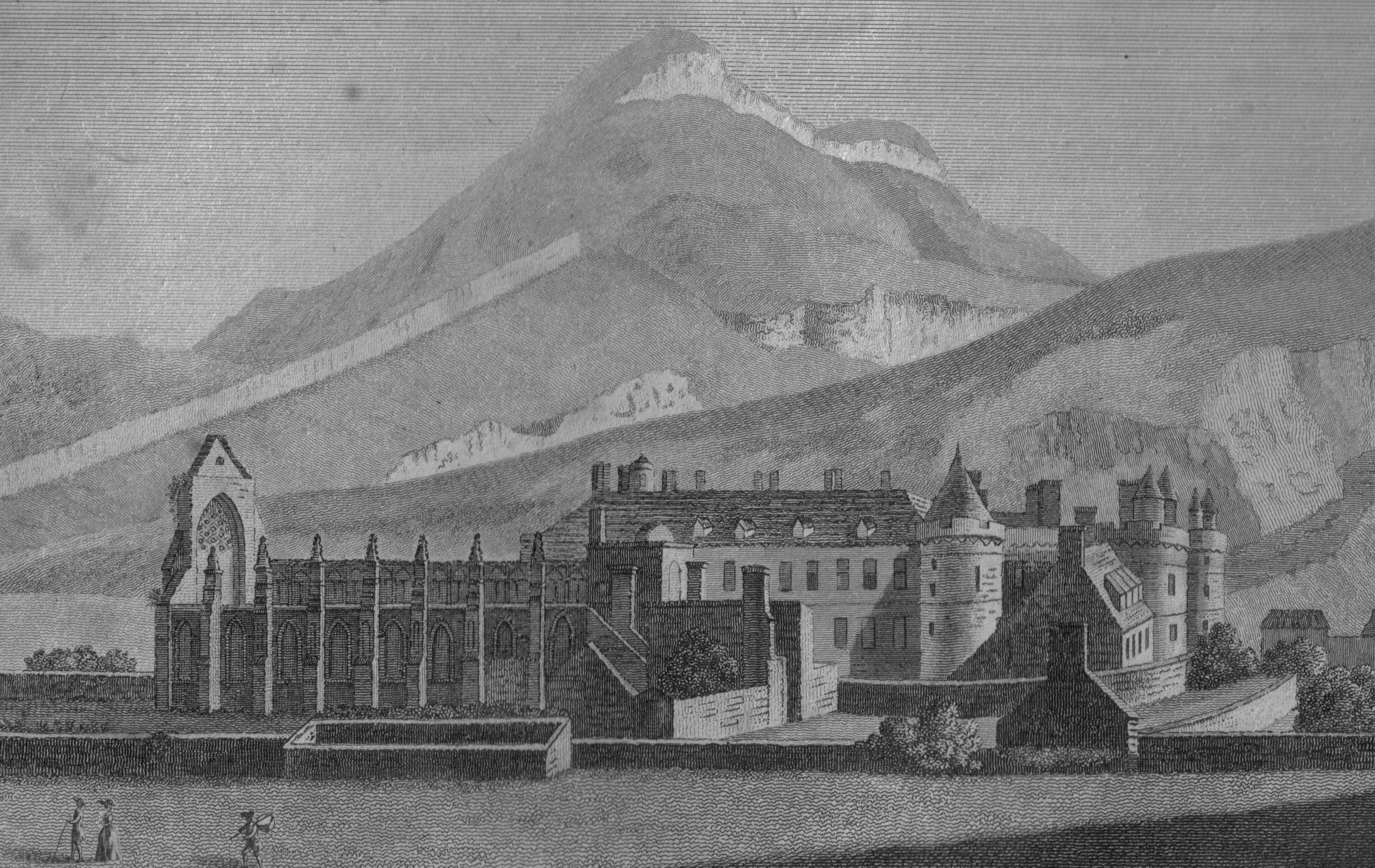
A királyi palota és az apátság épülete 1789-ből
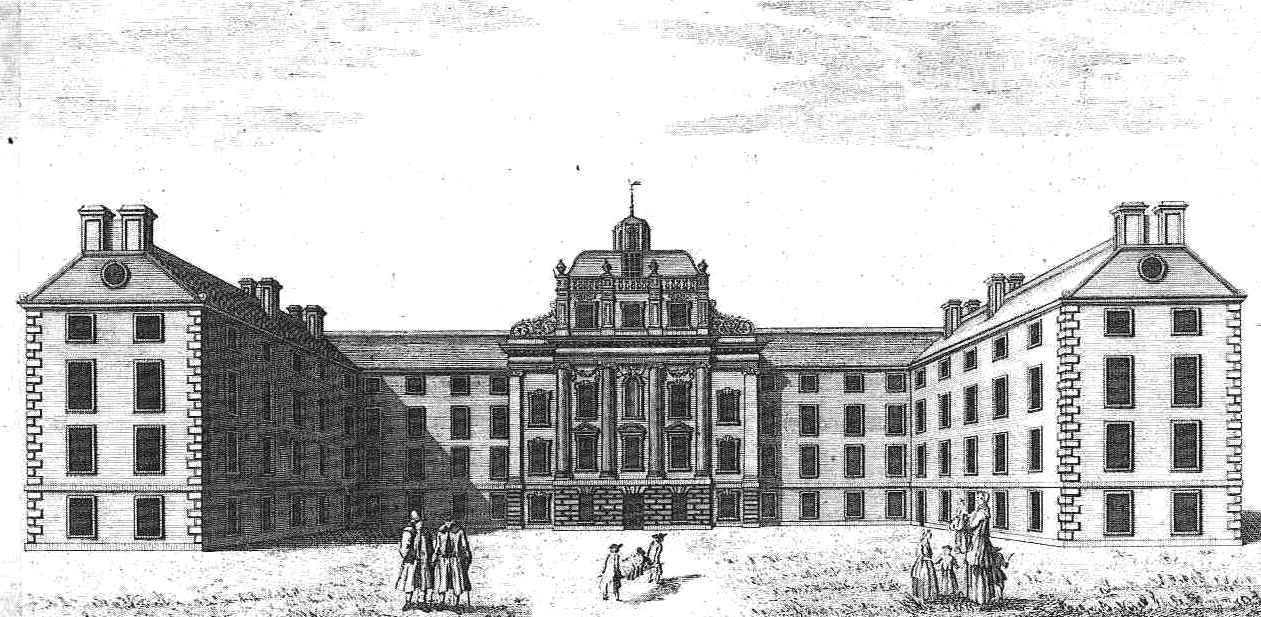
A Royal Infirmary of Edinburgh eredeti épülete a 18. századból